# Jack Johnson (Boxer)
John Arthur „Jack“ Johnson (* 31. März 1878 in Galveston, Texas; † 10. Juni 1946 bei Franklinton, North Carolina) war ein US-amerikanischer Boxer. Zur Hochzeit der Jim-Crow-Ära war er von 1908 bis 1915 der erste schwarze Weltmeister im Schwergewicht; 1954 wurde er als erster Schwarzer in die Hall of Fame des Ring Magazine aufgenommen, 1990 in die International Boxing Hall of Fame.
Johnson gilt als einer der einflussreichsten Boxer aller Zeiten. Sein Kampf gegen James J. Jeffries im Jahr 1910 wurde als der „Kampf des Jahrhunderts“ bezeichnet. Dem Filmemacher Ken Burns zufolge war Jack Johnson mehr als dreizehn Jahre lang der „berühmteste und berüchtigtste Afroamerikaner der Welt.“ Der „Boxpapst“ Nat Fleischer nannte ihn 1972 den besten Schwergewichtler aller Zeiten. Über den Boxsport hinaus wurde er Teil der Kultur und Geschichte des Rassismus in den Vereinigten Staaten.
Im Jahr 1912 eröffnete Johnson ein erfolgreiches und luxuriöses „Black and Tan“-Restaurant und einen Nachtclub, der zum Teil von seiner Frau, einer Weißen, geführt wurde. Johnson wurde 1910 als erste Person wegen Verstoßes gegen den Mann Act verhaftet, der es verbot, eine Frau zu „unmoralischen Zwecken“ über die Staatsgrenzen zu bringen – eine rassistisch motivierte Anklage, ausgehend von seinen Beziehungen zu weißen Frauen. Nach seiner Verurteilung zu einem Jahr Gefängnis floh Johnson aus dem Land und bestritt sieben Jahre lang Boxkämpfe im Ausland, bis er 1920 seine Strafe im Bundesgefängnis Leavenworth verbüßte. Am 24. Mai 2018 wurde Johnson von US-Präsident Donald Trump formell begnadigt.
Johnson nahm noch viele Jahre lang bezahlte Kämpfe an und betrieb andere Geschäfte, darunter lukrative Werbeverträge. Er starb bei einem Autounfall am 10. Juni 1946 im Alter von 68 Jahren. Sein Grab liegt im privaten Graceland Cemetery in Chicago.

## Frühes Leben
Johnson wurde am 31. März 1878 als drittes von neun Kindern von Henry und Tina Johnson geboren, ehemalige Sklaven, die als Hausmeister und Tellerwäscher arbeiteten. Sein Vater Henry hatte während des Sezessionskrieges als Kutscher bei der 38th Colored Infantry der Nordstaaten gedient. Obwohl durch seinen Dienst im Krieg sein rechtes Bein verkümmerte und ein Klumpfuß entstand, beschrieb sein Sohn ihn später als das „perfekteste [sic!] menschliche Exemplar, das [er] je gesehen habe.“
Johnson wuchs in Galveston, Texas, auf und besuchte für nur fünf Jahre die örtliche Schule. Obwohl von ihm, wie von allen seinen Geschwistern, körperliche Arbeit erwartet wurde, war Johnson als junger Mann gebrechlich und schwächlich.
Auch wenn Johnson im Süden aufwuchs, so sei Rassentrennung in der etwas abgelegenen Stadt Galveston nach seinen Aussagen kein Thema gewesen, da alle seine Nachbarn – auch die weißen – wie er in Armut aufgewachsen sind und sich dadurch verbunden fühlten. Tatsächlich erinnerten sich mehrere Bewohner seiner Gegend daran, dass er in einer „Gang“ weißer Jungen aufgewachsen sei, in der er sich nie schikaniert oder ausgeschlossen fühlte. Johnson selbst sagte über seine Kindheit:

„Als ich aufwuchs, waren die weißen Jungen meine Freunde und Kumpel. Ich aß mit ihnen, spielte mit ihnen und schlief bei ihnen zu Hause. Ihre Mütter gaben mir Kekse und ich aß mit ihnen zu Tisch. Niemand hat mir je beigebracht, dass Weiße mir überlegen sein sollen.“

Mit 13 Jahren brach Johnson die Schule ab und nahm einen Job bei den örtlichen Docks an. Nach mehreren kurzweiligen Gelegenheitsjobs fand er bald eine längere Anstellung als Pferdetrainer in einer Rennbahn in Dallas. Er arbeitete über ein Jahr an der Stelle, bis ihm ein Kutschenmaler namens Walter Lewis eine Ausbildung und Arbeitsstelle zusagte. Durch seinen Beruf hatte Lewis sich mit mehreren lokalen Boxern angefreundet, denen er zusammen mit Johnson in ihrer Pause beim Sparring zusah. Hier entdeckte Johnson seine Leidenschaft für den Boxsport und begann bald selbst mit dem Boxen. Nachdem er Jahre später den Weltmeistertitel hatte gewinnen können, dankte er Lewis persönlich dafür, ihn zum Boxer gemacht zu haben.
Mit 16 Jahren zog Johnson nach New York City in eine Wohnung mit Joe Walcott, einem Weltergewichtskämpfer aus Barbados. Johnson fand wieder Arbeit als Pferdetrainer für den örtlichen Stall, wurde aber schon bald gefeuert, weil sein zu anspruchsvolles Training ein Pferd erschöpft habe. Nach seiner Rückkehr nach Galveston wurde er als Hausmeister im Fitnessstudio des deutschstämmigen Schwergewichtsboxers Herman Bernau angestellt. Johnson sparte schließlich genug Geld zusammen, um sich Boxhandschuhe zu kaufen; im Fitnessstudio trainierte er bei jeder Gelegenheit.
Sein erster (inoffizieller) Kampf entstand aus einem Streit mit einem Mann namens Davie Pearson. Beide wurden wegen einer Schlägerei verhaftet, die daraus entstand, dass Pearson Johnson beschuldigte, ihn wegen eines Würfelspiels (Craps) an die Polizei verraten zu haben. Als beide aus dem Gefängnis entlassen wurden, trafen sie sich an den Docks und schlugen sich vor einer großen Menschenmenge. Anschließend kämpfte Johnson in einer Sommerboxliga gegen einen Mann namens John Lee. Da Preiskämpfe in Texas illegal waren, wurde er an den Strand verlegt. Dort konnte Johnson seinen ersten Kampf und ein Preisgeld von einem Dollar und fünfzig Cents gewinnen.

## Karriere

### Karrierebeginn

#### Erste Kämpfe im (schwarzen) Boxsport
Johnson gab sein Debüt als Profiboxer am 1. November 1898 in Galveston, bei dem er gegen Charley Brooks um den Titel des „Texas State Middleweight Champion“ (deutsch: „Mittelgewichtsmeister des Bundesstaates Texas“) kämpfte. Der auf 15 Runden ausgelegte Kampf endete vorzeitig durch einen Knockout in der zweiten Runde durch Johnson.

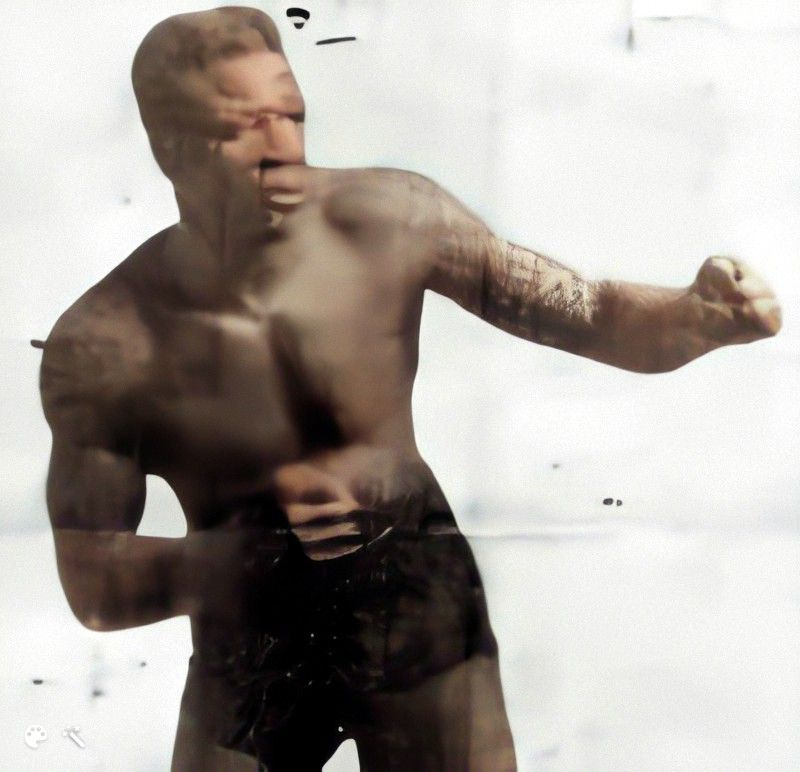
Klondike Haynes, 1898.

Seinen dritten Profikampf bestritt er am 8. Mai 1899 in Chicago gegen John W. Haynes, bekannt als Klondike Haynes oder auch „The Black Hercules“. Der afroamerikanische Schwergewichtler trug seinen Namen Klondike, weil er durch seine Kampfbilanz als Rarität galt, wie das Gold in den Klondike Fields und den Namen „The Black Hercules“ als Referenz auf sein muskulöses Äußeres. Auch wenn dieser Titel nie offiziell durch eine Kommission oder Zeitschrift anerkannt wurde, erklärte sich Haynes selbst zum „Black Heavyweight Champ“ (deutsch: „Schwarzer Schwergewichtsweltmeister“) und vermehrt wurde ihm dieser Titel fälschlich zugewiesen. Johnson trat dreimal gegen Haynes an: Der erste Kampf vom 6. Mai 1899 endete durch Technischen Knockout (TKO) in der fünften Runde; der zweite Kampf wurde als unentschieden bewertet, nachdem beide Kämpfer über 20 Runden auf den Beinen gewesen waren und keiner den anderen hatte k. o. schlagen können; den dritten Kampf gewann Johnson durch TKO, als Klondike sich weigerte, zur 14. Runde anzutreten. Den nicht-anerkannten Titel von Klondike beanspruchte Johnson nicht.

#### Kampf gegen Joe Choynski

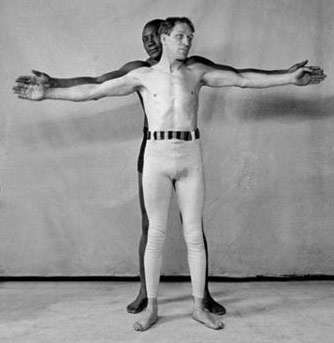
Johnson steht hinter Choynski (Chicago, 1909).

Am 25. Februar 1901 kämpfte Johnson in Galveston gegen Joe Choynski, einen beliebten und erfahrenen Schwergewichtskämpfer seiner Zeit. Choynski gewann den Kampf gegen Johnson durch K. o. in der dritten Runde. Weil Preiskämpfe zu dieser Zeit in Texas illegal waren, wurden beide verhaftet. Die Kaution wurde auf 5.000 Dollar festgesetzt; eine zur damaligen Zeit hohe Summe, die keiner der beiden aufbringen konnte. Der zuständige Sheriff erlaubte beiden Kämpfern, die Zelle zu verlassen, wenn sie sich bereit erklärten, kostenlos in der Gefängniszelle zu kämpfen. Die täglich stattfindenden Kämpfe, deren Ausgang nicht bekannt ist, wurden von einer großen Menschenmenge verfolgt. Nach 23 Tagen im Gefängnis wurde die Kaution rapide gesenkt und nachdem ein Geschworenengericht es abgelehnt hatte, die beiden Männer anzuklagen, kamen beide auf freien Fuß.
Johnson erklärte später, dass er während dieser Zeit im Gefängnis durch Choynski, der auch als sein Trainer auftrat, erst richtig gelernt hatte, zu boxen. Während seine vorherigen Kämpfe unkontrollierte „Schlägereien“ gewesen seien, habe er erstmals eine Boxtechnik entwickeln können. Der alternde Choynski erkannte in Johnson ein großes Talent mit „strikter Entschlossenheit“ und brachte ihm die Feinheiten der Verteidigung bei. Angeblich sagte er: „Ein Mann, der sich so bewegen kann wie du, sollte niemals einen Schlag einstecken müssen.“ Als er später Weltmeister wurde, machte Johnson Choynski und sein Training für seinen Erfolg im Boxen verantwortlich. Die beiden blieben bis Choynskis Tod 1943 enge Freunde.

#### Top-Anwärter für den afroamerikanischen Schwergewichtsweltmeister
Nach dem Training mit Choynski begann für Johnson eine Periode klarer Siege, durch die er schon bald als einzig ernsthafter Anwärter für den Titel des „Colored Heavyweight Champion of the World“ (deutsch: „Farbiger Schwergewichtsweltmeister“) angesehen wurde. Die „World Colored Heavyweight Championship“ war ein gesonderter Titel im Schwergewichtsboxen, der im Kontext der Segregation für schwarze Boxer verliehen wurde, während der reguläre Schwergewichtsweltmeistertitel auf weiße Boxer beschränkt blieb.
Am 21. Oktober 1902 schlug Johnson den ehemaligen schwarzen Schwergewichtsmeister Frank Childs. Dieser hatte zweimal den schwarzen Schwergewichtstitel gewonnen und behauptete weiterhin, der wahre schwarze Champion zu sein, obwohl er seinen Titel in einem Kampf gegen George Byers und, nachdem er ihn von Byers zurückerobert hatte, erneut an Denver Ed Martin verloren hatte. Wie Klondike Haynes beanspruchte er auch den nicht-anerkannten schwarzen Schwergewichtstitel für sich. Johnson gewann durch TKO in der zwölften Runde des auf 20 Runden vorgesehenen Kampfes, als Childs’ Sekundanten signalisierten, dass er wegen eines ausgekugelten Ellbogens nicht weiterkämpfen könne. Die Niederlage gegen Johnson beendete Childs’ Ansprüche auf den schwarzen Schwergewichtstitel endgültig.

### Sieg der World Colored Heavyweight Championship

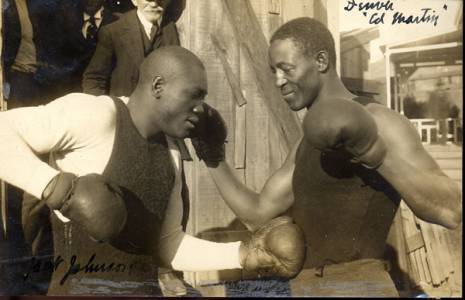
Jack Johnson (links) und Denver Ed Martin (rechts).

Obwohl Johnsons offizielle Bilanz bis 1903 neun Siege, drei Niederlagen, fünf Unentschieden und zwei nicht gewertete Kämpfe aufwies, hatte er in Wahrheit mindestens 50 Kämpfe sowohl gegen weiße als auch gegen schwarze Gegner gewonnen.
Seinen ersten Titel, den Titel der „World Colored Heavyweight Championship“, gewann Johnson am 3. Februar 1903 durch einen Punktsieg gegen Denver Ed Martin in einem 20-Runden-Kampf, wobei Martin in der elften Runde vier Mal zu Boden ging. Der Rückkampf am 10. Oktober 1904 endete mit einem Sieg Johnsons durch Knockout in der zweiten Runde. Johnson hatte den Titel nie verloren, er wurde mit seinem Sieg gegen Tommy Burns im Jahr 1908 aberkannt, weil er nunmehr als schwarzer Boxer den regulären Schwergewichtsweltmeistertitel innehatte und der „farbige Titel“ somit wieder freigegeben werden solle. Seine Regentschaft von 2.151 Tagen (bis zur Aberkennung) war die drittlängste in der 60-jährigen Geschichte des Titels. Nur Harry Wills mit 3.103 Tagen und Peter Jackson mit 3.041 Tagen hielten den Titel länger.
Johnson verteidigte seinen Titel als „World Colored Heavyweight Champion“ mindestens siebzehn Mal und damit am zweithäufigsten nach Wills’ 26 Titelverteidigungen. Während seiner Zeit als schwarzer Schwergewichtsweltmeister besiegte er die afroamerikanischen Ex-Weltmeister Denver Ed Martin und Frank Childs erneut, schlug den zukünftigen „farbigen“ Schwergewichtsweltmeister Sam McVey dreimal und Sam Langford, ebenfalls zukünftiger „farbiger“ Schwergewichtsweltmeister, einmal. Sein Sieg gegen Langford erfolgte nach Punkten in einem 15-Runden-Kampf; die versprochene zweite Chance auf den Titel wurde Langford nie erteilt, weder auf den schwarzen noch auf den regulären Schwergewichtsweltmeistertitel.

### Kämpfe gegen Jeanette und Langford
Johnson kämpfte insgesamt sieben Mal gegen Joe Jeanette, alle während seiner Amtszeit als „farbiger“ Champion, bevor er regulärer Weltmeister im Schwergewicht wurde. Er gewann vier Mal und zog zweimal unentschieden. Nachdem Johnson am 26. Dezember 1908 als erster Schwarzer den regulären Schwergewichtsweltmeistertitel gewonnen hatte, wurde der Titel des schwarzen Schwergewichtsweltmeisters wieder freigegeben. Jeanette kämpfte am 20. Februar 1909 in Paris gegen Sam McVey um den Titel und musste sich ihm geschlagen geben. Später gewann er den Titel von McVey in einem 49-Runden-Kampf am 17. April desselben Jahres in Paris für ein Preisgeld von 6.000 Dollar. Sam Langford holte sich den Titel während Jeanettes Regentschaft, nachdem Johnson sich geweigert hatte, die reguläre Schwergewichtsweltmeisterschaft gegen ihn zu verteidigen.
Während seiner Regentschaft als regulärer Schwergewichtsweltmeister kämpfte Johnson trotz zahlreicher Angebote nie wieder gegen Jeanette. Auch mied er Langford, der den „farbigen“ Titel fünfmal gewinnen konnte und im Jahr 1906 nur knapp gegen Johnson verlor, nachdem er den „farbigen“ Weltmeister dreimal niederschlagen konnte.
Erst am 27. November 1945 stieg der 67-jährige Johnson wieder mit dem 66-jährigen Joe Jeanette für einen Schaukampf in New York City in den Ring, um Kriegsanleihen zu verkaufen. Der frühere afroamerikanische Schwergewichtschampion Harry Wills nahm ebenfalls an der Veranstaltung teil.

### Erster schwarzer Schwergewichtsweltmeister

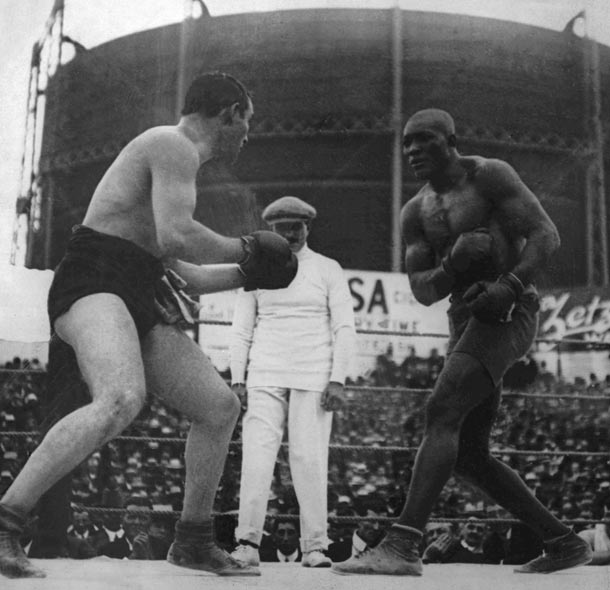
Schwergewichtsweltmeister Tommy Burns (links) und Herausforderer Jack Johnson (rechts) beim Kampf Burns v. Johnson am 26. Dezember 1908 in Sydney.

Johnsons Bemühungen um den regulären Weltmeistertitel im Schwergewicht wurden wie bei anderen afroamerikanischen Boxern lange vereitelt. So weigerte sich etwa der damalige Schwergewichtsweltmeister James J. Jeffries gegen „einen Neger“ wie Johnson anzutreten, weshalb er stattdessen zurücktrat. Der Öffentlichkeit gegenüber präsentierte sich Johnson aber bereits als einer der wenigen ernstzunehmenden Anwärter auf den Titel, unter anderem durch seinen Sieg im Juli 1907 gegen den ehemaligen Schwergewichtsweltmeister Bob Fitzsimmons, den er in der zweiten Runde k. o. schlagen konnte.
Als Joe Gans 1902 der erste afroamerikanische Boxweltmeister werden konnte, wenn auch im weniger angesehenen Leichtgewicht, wurde der Boxöffentlichkeit erstmals die Möglichkeit von schwarzen Boxweltmeistern in anderen Gewichtsklassen bewusst. Auch Johnson verfolgte fortan das Ziel, nicht nur „farbiger“, sondern auch regulärer Weltmeister im Schwergewicht zu werden. Zu diesem Zweck verfolgte er den amtierenden Weltmeister, den Kanadier Tommy Burns, über zwei Jahre lang um die Welt und forderte ihn über die Presse zum Kampf auf. Er buchte darüber hinaus Sitzplätze für jeden einzelnen Kampf von Burns, um den Weltmeister aus der ersten Reihe zu verspotten und abermals herauszufordern. Dieser sagte schließlich zu, nachdem ihm ein Box-Promoter 30.000 Dollar versprochen hatte.
Der Weltmeisterschaftskampf Burns v. Johnson fand am 26. Dezember 1908 vor mehr als 20.000 Zuschauern im australischen Sydney Stadium statt. Johnson konnte den auf 20 Runden angesetzten Kampf klar für sich entscheiden. Die Polizei brach den Kampf in der 14. Runde ab, um zu vermeiden, dass der erschöpfte Burns von dem Afroamerikaner Johnson niedergeschlagen wird. Vor einer empörten Menschenmenge wurde Johnson zum Sieger und damit zum ersten schwarzen Weltmeister im Schwergewicht erklärt.
Der weltweit vermarktete Kampf wurde von Charles Cozens Spencer im Auftrag des Boxpromoters Hugh D. McIntosh für den Dokumentarfilm The Burns-Johnson Fight aufgenommen. Der Film wurde 1909 mit großem finanziellen Erfolg in Europa und den USA vorgeführt, was McIntosh den Spitznamen Huge Deal einbrachte. Der Großteil des ursprünglich zweistündigen Films, der nach Angaben kontemporärer Filmzeitschriften nicht nur den Kampf, sondern auch die Vorbereitung der Boxer, die Ankündigung, die Veranstaltungsplanung und die Nachwirkungen des Kampfes gezeigt hat, ist heute nicht mehr vorhanden. Nur wenige Minuten aus der Mitte des Kampfes sind heute noch einsehbar. McIntosh selbst sagte später zu dem Film:

„Wir haben uns Mühe gegeben, einen guten Film zu bekommen und hatten dafür drei Maschinen und einen Operator am Werk. Eine davon haben wir von einer angesehenen französischen Firma importiert, um uns das beste Material zu sichern, das die Welt zu bieten hatte. Die Einfuhr dieses Operators und seiner Assistenten kostete uns 500 Pfund. Wie sich herausstellte, war diese Ausgabe unnötig, denn der beste der drei Filme war der von Herrn Spencer, dem australischen Operator, aufgenommene. Ich bin der Meinung, dass die französischen Experten die Atmosphäre in Australien nicht vollständig verstanden haben und obwohl wir ihre Filme als Reserve haben, ist es der von Herrn Spencer aufgenommene, den wir in der ganzen Welt zeigen.“

Johnsons Sieg über Burns heizte die Rassenfeindlichkeit in den Vereinigten Staaten weiter an und machte den neuen Weltmeister zum regelmäßigen Opfer verleumderischer und hetzerischer Schriften. Einige Journalisten, darunter der weltberühmte amerikanische Schriftsteller Jack London, forderten eine „Great White Hope“ (deutsch: „große weiße Hoffnung“), die Johnson den Titel wieder abnehmen sollte. Schlagartig wurde Johnson zum bekanntesten Schwergewichtsweltmeister seit den Anfängen des Boxsports und zum berühmtesten Schwarzen seiner Zeit; die Presse berichtete mehr über ihn als über alle anderen namhaften Schwarzen zusammen. Bereits im Vorfeld des Kampfes gab es zahlreiche rassistische Äußerungen gegen Johnson. So schrieb The New York Times über das Ereignis: 

„Wenn der Schwarze gewinnt, werden Tausende und Abertausende seiner unwissenden Brüder seinen Sieg dahingehend missverstehen, dass er Ansprüche auf viel mehr als nur die körperliche Gleichstellung mit ihren weißen Nachbarn begründet.“

Als Titelverteidiger musste Johnson gegen eine Reihe von Kämpfern antreten, die von Boxveranstaltern als „Great White Hope“ („große weiße Hoffnung“) angepriesen wurden. Dem Titel konnte ihn aber keiner streitig machen: Im Jahr 1909 etwa schlug er Tony Ross, Al Kaufman und den Mittelgewichtschampion Stanley Ketchel.
Der Kampf gegen Ketchel war ursprünglich als Schaukampf gedacht und wurde von beiden Männern auch so ausgetragen. Als Ketchel Johnson in der zwölften Runde mit einem nicht abgesprochenen Haken in der Hoffnung auf den Weltmeistertitel zu Boden schlug, kam dieser schnell wieder auf die Beine und schlug Ketchel mit einem Aufwärtshaken zu Boden. Der Schlag schlug Ketchel die Vorderzähne aus und machte ihn für kurze Zeit bewusstlos. Im aufgenommenen Video des Kampfes ist Johnson zu sehen, wie er die Zähne aus seinem Handschuh zieht.

### Der „Kampf des Jahrhunderts“ gegen James J. Jeffries

#### Vor dem Kampf

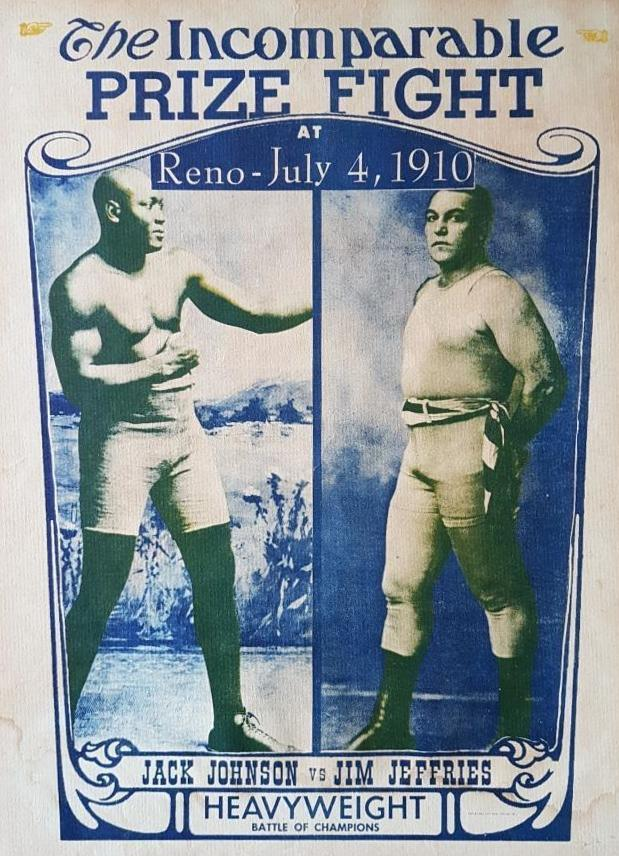
Werbeposter für den „Kampf des Jahrhunderts“.

1910 kam der ehemalige, ungeschlagene Schwergewichtsweltmeister James J. Jeffries aus dem Ruhestand zurück, um Johnson herauszufordern. Über seine Motivation sagte er der Presse:

„Ich gehe in diesen Kampf nur, um zu beweisen, dass ein Weißer besser ist als ein Neger.“

Jeffries hatte seit sechs Jahren nicht mehr gekämpft und musste über 45 Kilogramm abnehmen, um wieder auf sein altes Meisterschaftskampfgewicht zu kommen. Seine Rückkehr in den Boxring kam aber nicht überraschend. Bereits nach dem Kampf zwischen Burns und Johnson zwei Jahre zuvor begann die Presse eine Kampagne, mit der sie Jeffries überreden wollten, „die Ehre der weißen Rasse wiederherzustellen.“ Jeffries hatte zwar zunächst kein Interesse an dem Kampf, da er mit seiner Arbeit als Luzernefarmer zufrieden war. Am 29. Oktober 1909 unterzeichneten Johnson und Jeffries dennoch die Vereinbarung, um „die Weltmeisterschaft im Schwergewicht zu boxen“. Mehrere Promoter kämpften um das Recht, die Veranstaltung organisieren und bewerben zu dürfen.
Anfang Dezember 1909 entschieden sich Johnson und Jeffries für das Angebot der beiden renommiertesten Boxpromoter des Landes – Tex Rickard und John Gleason. Es wurde ein Preisgeld von 101.000 Dollar zugesprochen, das zu 75 % an den Gewinner und zu 25 % an den Verlierer verteilt werden sollte; außerdem erhielten beide Boxer zwei Drittel der Einnahmen aus dem Verkauf der Filmrechte für den Kampf sowie ein Drittel der Aktienrechte. In Anbetracht der bis dato nie erreichten Aufmerksamkeit, die der Kampf generieren konnte, bestanden keine Zweifel daran, dass die Veranstaltung Rekordgewinne einbringen würde. Der Rechtshistoriker Barak Orbach argumentiert, dass „in einer Branche, die Ereignisse durch die Dramatisierung von Rivalitäten förderte, ein Meisterschaftskampf zwischen einem ikonischen Vertreter der weißen Rasse und dem berüchtigtsten [schwarzen Kämpfer] eine Goldmine [war].“
Jeffries blieb bis zum Tag des Kampfes bewusst im Verborgenen und untersagte Journalisten, sein Training zu begleiten oder zu dokumentieren. Währenddessen nutzte Johnson das Rampenlicht, um nicht nur den Kampf, sondern auch seine Person weiter zu vermarkten. Der erste offiziell geführte Schwergewichtsweltmeister John L. Sullivan, der nunmehr als Promoter für Boxkämpfe sein Geld verdiente, bezeichnete Johnson kontroverserweise als klaren Favoriten. Dieser sei im Vergleich zu Jeffries in einer so guten körperlichen Verfassung, dass er nur verlieren würde, wenn es ihm am Tag des Kampfes an Können mangeln würde. Die Taktik von Team Jeffries lief auch deshalb darauf hinaus, Johnson frühzeitig k. o. zu schlagen; so sagte Jeffries selbst vor dem Kampf: „Ich habe die Absicht, meinen Gegner so schnell wie möglich auszuschalten.“ Seine Frau fügte hinzu: „Ich bin nicht an Preiskämpfen interessiert, aber ich bin am Wohlergehen meines Mannes interessiert und hoffe, dass dies sein letzter Kampf sein wird.“ Trotz des Medienspektakels und der Hassschriften gegen Johnson, nutzte dieser die Öffentlichkeit nicht zur Degradierung seines Gegners, sondern sagte: „Möge der beste Mann gewinnen.“
Je mehr sich der Kampf näherte, desto hitziger wurden die rassistischen Spannungen in der US-amerikanischen Gesellschaft. Um also zu verhindern, dass einem der beiden Boxer etwas zustößt, wurden mehrere Sicherheitsvorkehrungen getroffen: Waffen waren in der Kampfarena verboten, ebenso der Verkauf von Alkohol und die Anwesenheit alkoholisierter Personen. Auch Glücksspieler wetterten gegen den schwarzen Weltmeister, vor allem weil sie mit Quoten von 10:7 zugunsten von Jeffries investierten.

#### Der Kampf
Der Kampf fand am 4. Juli 1910 vor 20.000 Zuschauern in einem eigens zu diesem Zweck gebauten Ring statt. Austragungsort war die Innenstadt von Reno, Nevada. Der Kampf wurde von Anfang bis Ende durch den wesentlich geschickteren Johnson dominiert; Jeffries Versuche, den Weltmeister frühzeitig auszuknocken, scheiterten. In der 15. Runde wurde Jeffries, der in seiner gesamten Profikarriere nie zu Boden gegangen ist, ganze zwei Mal niedergeschlagen. Die Ecke von Jeffries warf das Handbuch, um einen K.-o.-Sieg für Johnson zu verhindern.
Johnson sagte der Presse später, er habe seit der 4. Runde gewusst, dass der Kampf zu seinen Gunsten ausgehen wird. Dort landete er einen Aufwärtshaken, worauf Jeffries ihm einen überraschten und ängstlichen Blick zugeworfen haben soll: „Ich wusste, was dieser Blick bedeutete. Das alte Schiff war am Sinken.“ Hinterher war Jeffries demütig über die Niederlage und lobte den Weltmeister für dessen Kampfleistung: „Ich hätte Johnson zu meinen besten Zeiten niemals schlagen können. Ich hätte ihn nicht schlagen können. Nein, ich hätte sein Talent in 1.000 Jahren nicht erreichen können.“
Der „Kampf des Jahrhunderts“ brachte Johnson 65.000 Dollar ein (Stand 2022: Über 1,9 Millionen Dollar) und ließ diejenigen Kritiker verstummen, die Johnsons vorherigen Sieg über Tommy Burns als „bedeutungslos“ abgetan hatten. Die Kritiken unterstützten weit überwiegend das Narrativ, dass Burns nur ein „falscher Weltmeister“ gewesen sei, da Jeffries unbesiegt zurückgetreten ist. Diese Kritik war fortan gegenstandslos geworden. John L. Sullivan schrieb nach dem Kampf:

„Der Kampf des Jahrhunderts ist vorbei und ein Schwarzer ist der unangefochtene Weltmeister. […] Selten war ein Meisterschaftskampf so einseitig. Jeffries’ viel gepriesene Kondition war umsonst. Er war vom ersten bis zum letzten Gongschlag nicht bei der Sache. […] Der Neger hatte nur wenige Freunde und trotzdem gab es kaum Demonstration gegen ihn. Die Zuschauer kamen nicht umhin, Johnson zu bewundern, denn er ist der Typ Boxer, der von Sportlern bewundert wird. Er spielte immer fair und kämpfte immer fair. […] Was für eine gewiefte, kraftvolle, gerissene linke Hand Johnson hat. Er ist einer der gewieftesten und gerissensten Boxer, die jemals in den Ring gestiegen sind. […] Beide kämpften während der gesamten 15 Runden eng zusammen. Es war genau die Art von Kampf, die Jeffries wollte. Es gab kein Weglaufen oder Wegducken […]. Jeffries verpasste nicht so viele Schläge, weil er kaum einen ansetzte. Johnson war die ganze Zeit auf ihm drauf. […] Der beste Mann hat gewonnen und ich war einer der ersten, der ihm gratulierte und auch einer der ersten, der dem Geschlagenen das tiefste Mitgefühl aussprach.“

#### Rassenunruhen infolge des Kampfes

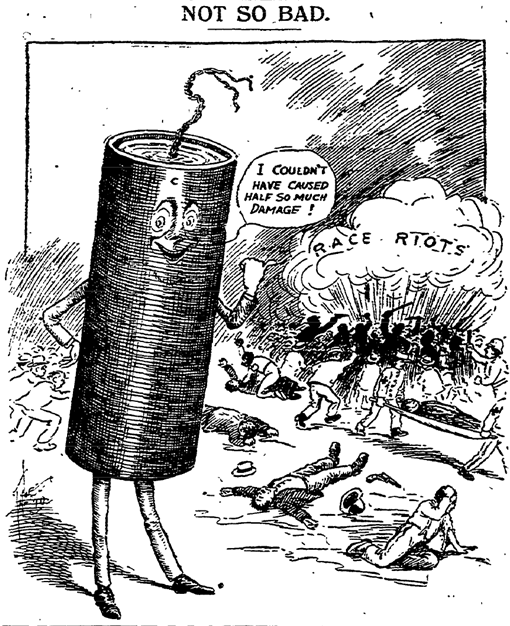
Politische Karikatur in der Los Angeles Times, die die Brisanz des Sieges des afroamerikanischen Boxers Jack Johnson über den weißen Boxer Jim Jeffries im Jahr 1910 verdeutlicht.

Der Ausgang des Kampfes löste noch am selben Abend, dem 4. Juli 1910, überall in den Vereinigten Staaten Rassenunruhen aus. Viele Weiße fühlten sich durch die Niederlage von Jeffries gedemütigt, denn durch sie wurden nicht nur die Träume von einer „großen weißen Hoffnung“ zunichtegemacht, sondern auch die weit verbreitete White Supremacy Theorie hinterfragt. Die schwarzen US-Amerikaner hingegen bejubelten und feierten Johnsons Sieg als einen Sieg des „rassischen Fortschritts“. Der schwarze Dichter Waring Cuney beschrieb später die Reaktion der schwarzen Bevölkerung auf den Kampf in seinem Gedicht „My Lord, What a Morning“. Im ganzen Land veranstalteten Schwarze spontane Paraden und versammelten sich zu Gebetsversammlungen. Zu einer Zeit, in der Lynchmorde an Schwarzen keine Seltenheit waren – jedes Jahr wurden mindestens 67 Schwarze durch weiße Rassisten getötet – provozierte diese Freude die gedemütigte weiße Bevölkerung.
Erste Unruhen wurden in Columbus, Ohio bekannt, als eine Feierparade von 400 schwarzen US-Amerikanern in eine Massenschlägerei ausartete. Über wenige Stunden wurden ähnliche Unruhen in Großstädten wie Atlanta, Cincinnati, Houston, New York City und St. Louis bekannt, ebenso in Kleinstädten wie Mounds, Baltimore, Chicago, Clarksburg, Dayton, Fort Worth, Johnson, Kansas City (Missouri), Little Rock, Los Angeles, Louisville, New Orleans, Norfolk, Omaha, Philadelphia, Roanoke, Springfield, Saint Joseph und Wheeling. Insgesamt kam es in mehr als 25 Bundesstaaten und 50 Städten zu Unruhen.
Wie viele Menschen bei den Unruhen getötet wurden, ist nicht lückenlos übermittelt. Ein kontemporärer Artikel schätzt die Todesopfer auf 19, wovon 17 Schwarze sind. Insgesamt wird von zwischen 11 und 26 Toten, sowie mehreren hundert Verletzten ausgegangen. Es handelt sich um die ersten landesweit ausbrechenden Rassenunruhen in der Geschichte der Vereinigten Staaten.

#### Filme über den Kampf
Der Film Johnson-Jeffries Fight erhielt in den Vereinigten Staaten mehr öffentliche Aufmerksamkeit als jeder andere Film bis dahin. Erst fünf Jahre später wurde er durch Die Geburt einer Nation abgelöst. In den Vereinigten Staaten verboten viele Staaten und Städte die Vorführung des Johnson-Jeffries-Films. Eine nationsweite Zensurbewegung, die Johnsons Sieg nicht der breiten Öffentlichkeit publik machen wollte, ergriff innerhalb von drei Tagen nach dem Kampf das ganze Land.
Zwei Wochen nach dem Kampf schrieb der ehemalige Präsident Theodore Roosevelt, ein begeisterter Boxer, einen Artikel für The Outlook. Dort sprach er sich nicht nur dafür aus, Filme von Boxkämpfen allgemein zu verbieten, sondern er forderte ein vollständiges Verbot aller Preiskämpfe in den USA. Er begründete dies mit der „Gaunerei“ und dem Glücksspiel, die solche Wettkämpfe umgaben und damit, dass bewegte Bilder „eine neue Methode der Geldbeschaffung und der Demoralisierung“ herbeigeführt hätten. Die Kontroverse um den Film veranlasste den Kongress 1912, den Vertrieb aller Preiskampf-Filme über die Grenzen der Bundesstaaten hinweg zu verbieten; das Verbot wurde erst 1940 aufgehoben. Im Jahr 2005 wurde der Film über den Jeffries-Johnson-Kampf in das Nationale Filmregister der Vereinigten Staaten aufgenommen.

### Weitere Titelverteidigungen

#### Beschimpfung alsOnkel Tomvon der afroamerikanischen Boxszene

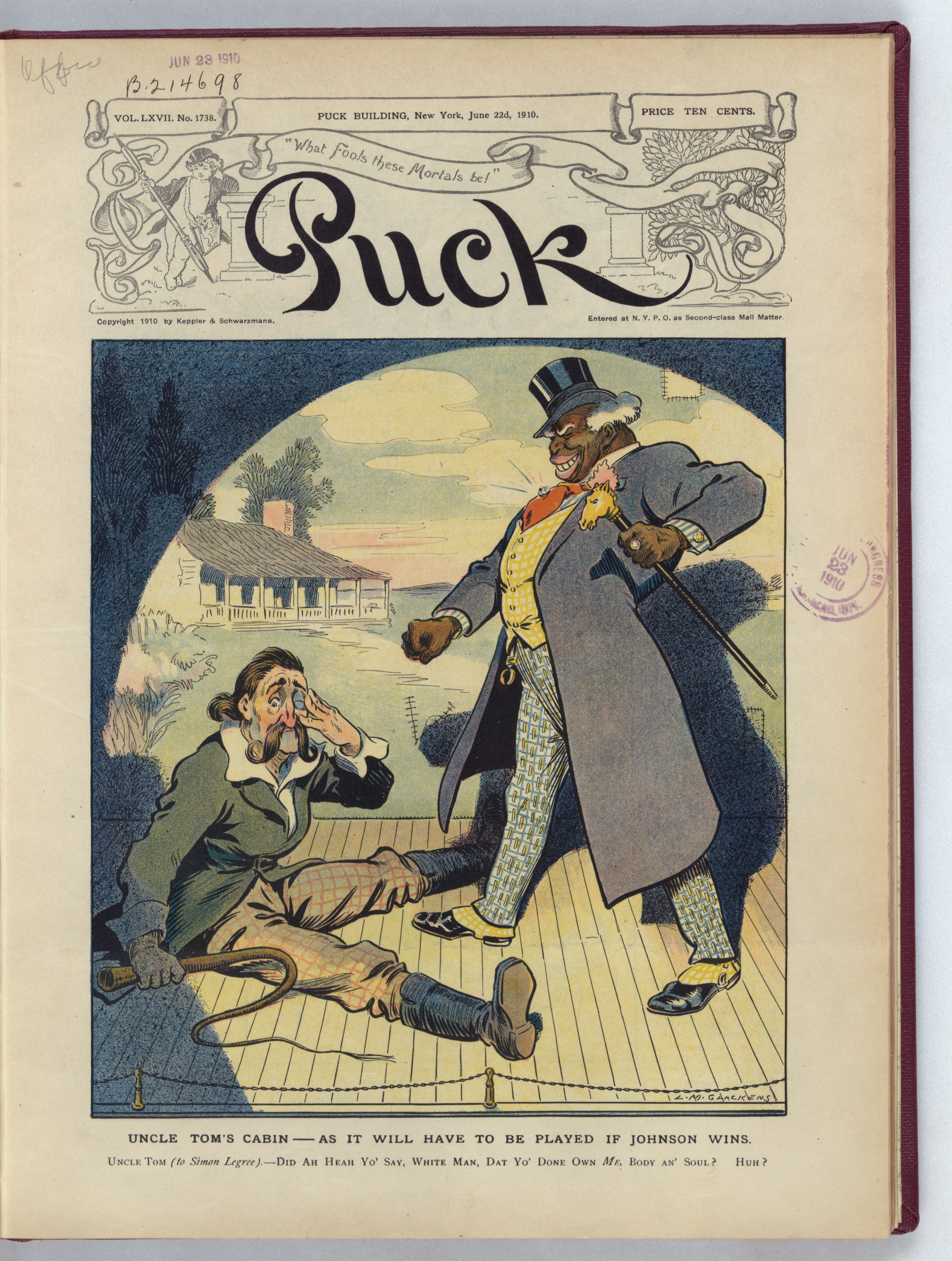
Zeitgenössische Darstellung von Jack Johnson (hier rechts) als Onkel Tom.

Die Praxis, schwarze Herausforderer für den regulären Schwergewichtsweltmeistertitel nicht zuzulassen (sog. color bar), blieb auch unter Johnson in Kraft. In seinen ersten fünf Jahren als Weltmeister kämpfte Johnson gegen keinen schwarzen Gegner. Er verweigerte Kämpfe gegen die schwarzen Schwergewichtler Joe Jeanette, Sam Langford und den jungen Harry Wills; alle hatten zeitweise den „World Colored Heavyweight Championship“-Titel inne.
Die Presse verbreitete schon früh Gerüchte, weshalb Johnson so viele Schwarze von einem Titelkampf abhielt. Angeblich sei dieser der Meinung, mit Kämpfen gegen weiße Boxer mehr Geld verdienen zu können. Im August 1913 gab es Gerüchte, dass sich Johnson für einen Kampf gegen Langford bereit erklärt hatte. Ein solcher kam aber nie zustande. Auf Nachfrage entgegnete Johnson, Langford habe die vereinbarten 30.000 Dollar Garantie nicht aufbringen können.
Johnsons Weigerung, gegen schwarze Boxer zu kämpfen, verärgerte die afroamerikanische Gemeinschaft, die ihn als Onkel Tom beschimpfte. Die einmalige Chance, schwarze Boxweltmeister zu normalisieren, habe dieser eigenhändig zunichtegemacht. Jeanette kritisierte Johnson mit den Worten: „Jack vergaß seine alten Freunde, nachdem er Champion geworden war und befürwortete die Rassentrennung gegen seine eigenen Leute.“

#### Johnson v. Johnson
Als Johnson Ende 1913 endlich einem schwarzen Gegner die Möglichkeit gab, um den Schwergewichtsweltmeistertitel zu kämpfen, wurde dieser Titelkampf nicht Sam Langford, dem amtierenden „farbigen“ Schwergewichts-Champion, zuteil, sondern Jim Johnson, einem weniger bekannten Boxer, der 1910 gegen Langford und in den Jahren 1912/13 viermal gegen Joe Jeanette verloren hatte. Im November 1913 erklärte sich auch die International Boxing Union bereit, den von Jack Johnson gehaltenen Weltmeistertitel im Schwergewicht für vakant zu erklären, wodurch dem Kampf nichts mehr im Weg stand. Er wurde am 19. Dezember 1913 in Paris ausgetragen und auf 10 Runden ausgelegt. Es handelt sich um das erste Mal in der Geschichte des Boxens, dass zwei Schwarze um die Weltmeisterschaft im Schwergewicht kämpften.
Obwohl der Kampf Johnson v. Johnson als Weltmeisterschaftskampf im Schwergewicht angekündigt wurde, glich er in vielerlei Hinsicht einem Schaukampf. Mehrere zeitgenössische Journalisten berichteten, dass die Menge unruhig wurde, als ihnen dies bewusst wurde. Die Organisatoren des Kampfes erklärten den geschauspielerten Kampf später damit, dass Johnsons Arm in der dritten Runde gebrochen worden sei, weil dieser durch eine rassistisch motivierte Messerattacke bereits verletzt war. Der Darstellung wurde von den meisten Medien skeptisch begegnet.
Aufgrund des Unentschiedens behielt Johnson seinen Titel.

### Titelverlust (Johnson v. Willard)

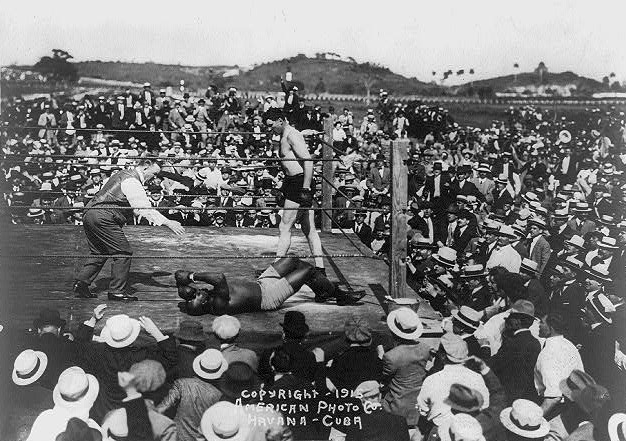
Jess Willard (Mitte, stehend) schlägt Jack Johnson (Mitte, liegend) in der 26. Runde k. o.

Am 5. April 1915 verlor Johnson seinen Titel an Jess Willard, einen Cowboy aus Kansas, der erst mit siebenundzwanzig Jahren mit dem Boxen begonnen hatte. Vor 25.000 Zuschauern im Hipódromo del Parque Oriental in Havanna, Kuba, wurde Johnson in der 26. Runde des auf 45 Runden angesetzten Kampfes k. o. geschlagen. Obwohl Johnson jede Runde gewonnen hatte und damit deutlich nach Punkten führte, begann er nach der 20. Runde zu ermüden. Durch einen schweren Körpertreffer wurde er schließlich in der 26. Runde sichtlich verletzt, sodass er zu Boden ging.
Ein Jahr nach dem Kampf behauptete Johnson gegenüber der Presse, dass er absichtlich zu Boden gegangen und der Kampf damit gespielt war. Nach mehreren Boxexperten gilt Willard aber als legitimer Sieger des Kampfes. Dennoch verbreitete sich bald, Johnson habe den Kampf absichtlich abgebrochen, um seine Anklage nach dem Mann Act fallen zu lassen. Auf Nachfrage antwortete Willard darauf ironisch: „Wenn er den Kampf absichtlich abgebrochen hat, wünschte ich, er hätte es früher getan. Es war heißer als die Hölle da draußen.“

### Nach dem Titelverlust bis Karriereende
Nachdem er seinen Weltmeistertitel im Schwergewicht verloren hatte, kämpfte Johnson nie wieder um die reguläre oder die „farbige“ Schwergewichtskrone. Seine Popularität blieb groß genug, um in den 1920er-Jahren Aufnahmen für das Plattenlabel Ajax Records machen zu können. Johnson kämpfte zwar weiter, aber sein verhältnismäßig hohes Alter zeigte sich bereits. Professionell kämpfte er bis 1938 im Alter von 60 Jahren, wobei er 7 seiner letzten 9 Kämpfe verlor. Seinen letzten Kampf verlor er gegen Walter Price durch TKO in der siebten Runde. Später wurde diskutiert, alle Kämpfe nach seinem 40. Lebensjahr nicht in die offizielle Bilanz aufzunehmen, da er sie nur aus Notwendigkeit bestritt, um seinen Lebensunterhalt zu verdienen. Dem Vorschlag wird aber allgemein nicht gefolgt.
Johnson nahm auch an so genannten „Kellerkämpfen“ teil; unangekündigte Kämpfe für ein privates Publikum, in der Regel in Kellern oder an anderen geheimen Orten. Von einem dieser Kämpfe sind Fotografien erhalten. Seinen letzten Auftritt im Ring hatte Johnson im Alter von 67 Jahren am 27. November 1945, als er bei einem Benefizkampf für die US-Kriegsanleihen drei einminütige Schaukämpfe gegen Joe Jeanette und John Ballcort bestritt.

## Boxstil
Im Laufe seiner Karriere entwickelte Johnson einen eigenen, einzigartigen Kampfstil, der zu dieser Zeit im Boxsport nicht üblich war. Obwohl er in der Regel den ersten Schlag landete, kämpfte er defensiv und wurde erst in den späteren Runden aggressiver, wenn seine Gegner ermüdet waren. Hierfür wich er den Schlägen seiner Gegner oft aus und setzte ihnen mit Bauchtreffern zu, anstatt auf einen Knockout zu setzen. Wenn seine Gegner Treffer zu landen versuchten, konterte er mit einem eigenen Schlag. In mehreren Filmen ist zudem zu sehen, dass Johnson seine Gegner, die sonst zu Boden gegangen wären, klammert, damit diese sich nicht erholen können. Johnsons Kampfdarstellung wurde häufiger als „mühelos“ beschrieben, außer wenn er unter Druck gesetzt wurde und deshalb kraftvollere Bewegungen und Schläge zeigte.

## Privatleben

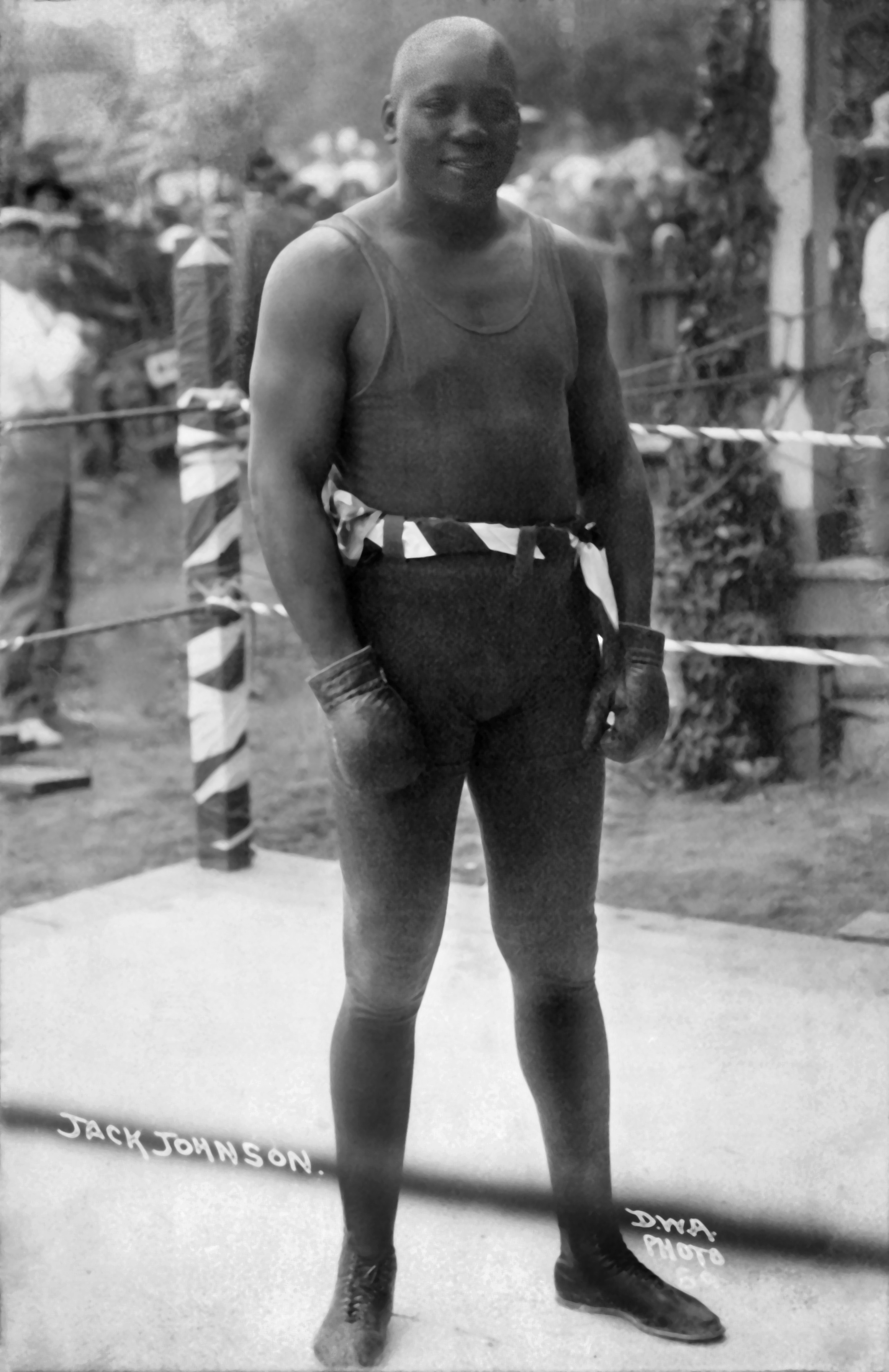
Jack Johnson, circa 1910–1915.

Johnson verdiente beträchtliche Summen mit der Werbung für verschiedene Produkte, darunter patentierte Arzneimittel. Er pflegte einen teuren Lebensstil, unter anderem durch seine Affinität für Autorennen, maßgeschneiderte Kleidung sowie den Kauf von Schmuck und Pelzen für seine Frauen. Den Rennfahrer Barney Oldfield forderte er mal zu einem Autorennen auf der Schotterpiste in Sheepshead Bay, Brooklyn, heraus, das Oldfield mit Leichtigkeit gewann. Im Juli 1912 eröffnete Johnson in Chicago einen Nachtclub namens Café de Champion, der als „rassenübergreifend“, d. h. für Weiße wie Schwarze, beworben wurde. 1920 eröffnete er den Club Deluxe, einen Nachtclub für Schwarze („Black and tan club“) in Harlem; drei Jahre später verkaufte er ihn an den Gangster Owney Madden, der ihn in Cotton Club umbenannte.

Johnsons Auftreten wurde von der afroamerikanischen Gemeinschaft missbilligt. Johnson meinte selbst, dass er sich über den üblichen sozialen und wirtschaftlichen Platz eines Schwarzen in der amerikanischen Gesellschaft hinwegsetze. Er brach ein großes Tabu, indem er als Schwarzer mit weißen Frauen verkehrte und Männer – sowohl weiße als auch schwarze – innerhalb und außerhalb des Rings verbal verhöhnte. Mehrfach berichteten Journalisten, dass Johnson in einer Nacht mehrere weiße Frauen auf sein Zimmer mitnahm; die Nachrichten sorgten in der US-amerikanischen Bevölkerung regelmäßig für Empörung. Der schwarze Gelehrte Booker T. Washington sagte über Johnson kritisch: 

„Es ist bedauerlich, dass ein Mann mit viel Geld es in einer Weise einsetzt, die seinem eigenen Volk schadet […]. Ich möchte mit Nachdruck sagen, dass Jack Johnsons Handlungen nicht meine persönliche Zustimmung finden und ich bin sicher, dass sie nicht die Zustimmung der farbigen Rasse finden.“

Im Jahr 1911 versuchte Johnson über einen Bekannten, in Dundee den Freimaurern beizutreten. Obwohl er als Mitglied der Forfar und Kincardine Lodge No. 225 akzeptiert wurde, gab es beträchtlichen Widerstand gegen seine Mitgliedschaft, hauptsächlich aufgrund seiner Rasse. Von der Forfarshire Lodge wurde er bald suspendiert. Johnsons Gebühren wurden ihm zurückerstattet und seine Aufnahme wurde für illegal erklärt.
Johnson schrieb zwei Memoiren über sein Leben: Mes combats im Jahr 1914 und Jack Johnson in the Ring and Out im Jahr 1927.
Im Jahr 1943 besuchte Johnson mindestens einen Gottesdienst im Angelus Temple in Los Angeles, Kalifornien. Bei einer öffentlichen Bekehrung bekannte er sich in einem von der Evangelistin Aimee Semple McPherson geleiteten Gottesdienst zu Christus.

### Ehen

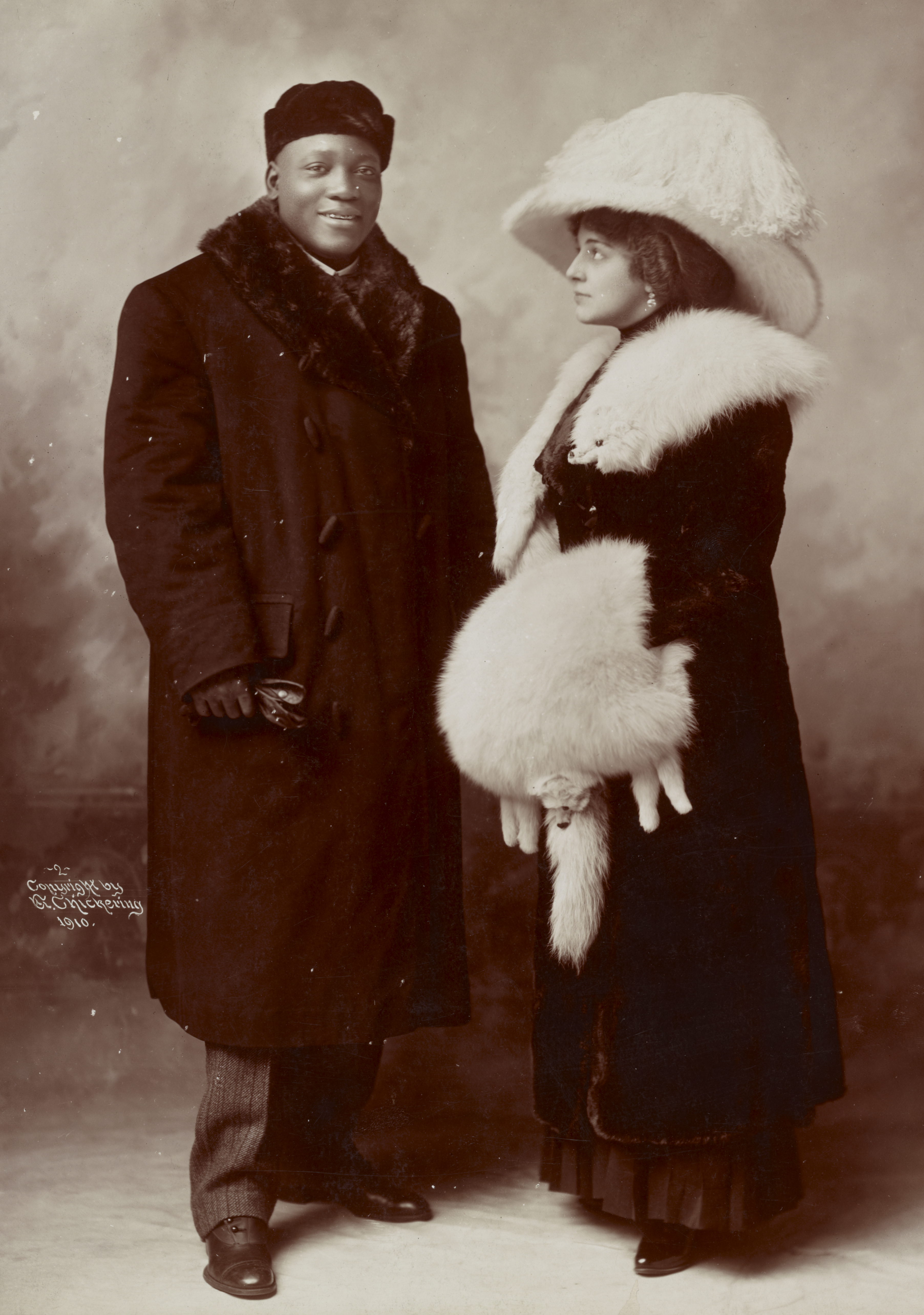
Johnson mit seiner Frau Etta Duryea, die sich 1912 das Leben nahm.

Johnson ging viele Beziehungen ein, darunter drei dokumentierte Ehen. Alle seine bekannten Ehefrauen waren weiß. Seine vermeintlich 1898 geschlossene Ehe mit einer Schwarzen, Mary Austin, ist unbelegt. Auf dem Höhepunkt seiner Karriere wurde Johnson von der Presse wegen seines auffälligen Lebensstils und wegen seiner Ehen mit weißen Frauen kritisiert.
Während seines Aufenthalts in Philadelphia im Jahr 1903 begann er eine Beziehung mit der schwarzen Prostituierten Clara Kerr, die ihn für seinen Freund, den Rennpferdetrainer William Bryant, verließ. Als sie gingen, stahlen sie Johnsons Schmuck und Kleidung. Johnson spürte das Paar auf und ließ Kerr wegen Einbruchs verhaften. Nach einer Versöhnung kamen Johnson und Kerr wieder eine Zeit lang zusammen, ehe sie ihn wieder verließ. Während einer dreimonatigen Australienreise im Jahr 1907 unterhielt Johnson eine kurze Affäre mit Alma Toy, einer weißen Frau aus Sydney. Johnson bestätigte gegenüber einem amerikanischen Journalisten, dass er plane, Toy zu heiraten. Als The Referee Johnsons Hochzeitspläne veröffentlichte, löste dies in Sydney eine Kontroverse aus. Toy gewann später eine Verleumdungsklage gegen die Zeitung. Nach seiner Rückkehr aus Australien sagte Johnson: „Der Herzschmerz, den Mary Austin und Clara Kerr mir bereitet haben, hat mich dazu veranlasst, farbigen Frauen abzuschwören und von nun an nur noch mit weißen Frauen zusammen zu sein.“
Johnson lernte Etta Terry Duryea, eine Prominente aus Brooklyn und Ex-Frau von Clarence Duryea, 1909 bei einem Autorennen kennen. Im Jahr 1910 beauftragte Johnson einen Privatdetektiv, Duryea zu beschatten, da er sie einer Affäre mit seinem Chauffeur verdächtigte. Am Weihnachtstag stellte Johnson sie zur Rede und schlug sie krankenhausreif. Sie versöhnten sich und heirateten am 18. Januar 1911. Durch Johnsons Missbrauch und Untreue sowie der feindseligen Reaktion auf ihre gemischtrassige Beziehung verschlechterte sich der Gesundheitszustand Duryeas, die seit mehreren Jahren an starken Depressionen litt. Sie unternahm zwei Selbstmordversuche, bevor sie am 11. September 1912 an einer selbst zugefügten Schusswunde starb.
Im Sommer 1912 lernte Johnson in seinem Nachtclub Café de Champion die 18-jährige Prostituierte Lucille Cameron kennen, die kurz vorher von Minneapolis nach Chicago gezogen war. Johnson stellte sie als seine Stenografin ein und nur kurz nach Duryeas Beerdigung traten die beiden in der Öffentlichkeit als Paar auf. Sie heirateten am 3. Dezember 1912. Cameron reichte 1924 die Scheidung ein, weil Johnson auch ihr gegenüber untreu war.
Johnson lernte die verheiratete Irene Pineau 1924 auf der Pferderennbahn in Aurora, Illinois, kennen. Nach einer kurzen Affäre, ließ sich Pineau von ihrem Mann scheiden und heiratete Johnson im August 1925 in Waukegan. Johnson und Pineau blieben bis zu seinem Tod im Jahr 1946 zusammen. Als sie von einem Reporter bei Johnsons Beerdigung gefragt wurde, was sie an ihm geliebt habe, antwortete sie: „Ich habe ihn wegen seines Mutes geliebt. Er stellte sich der Welt ohne Angst. Es gab niemanden und nichts, wovor er sich fürchtete.“

### Gefängnisstrafe

#### Urteil infolge desMann Act

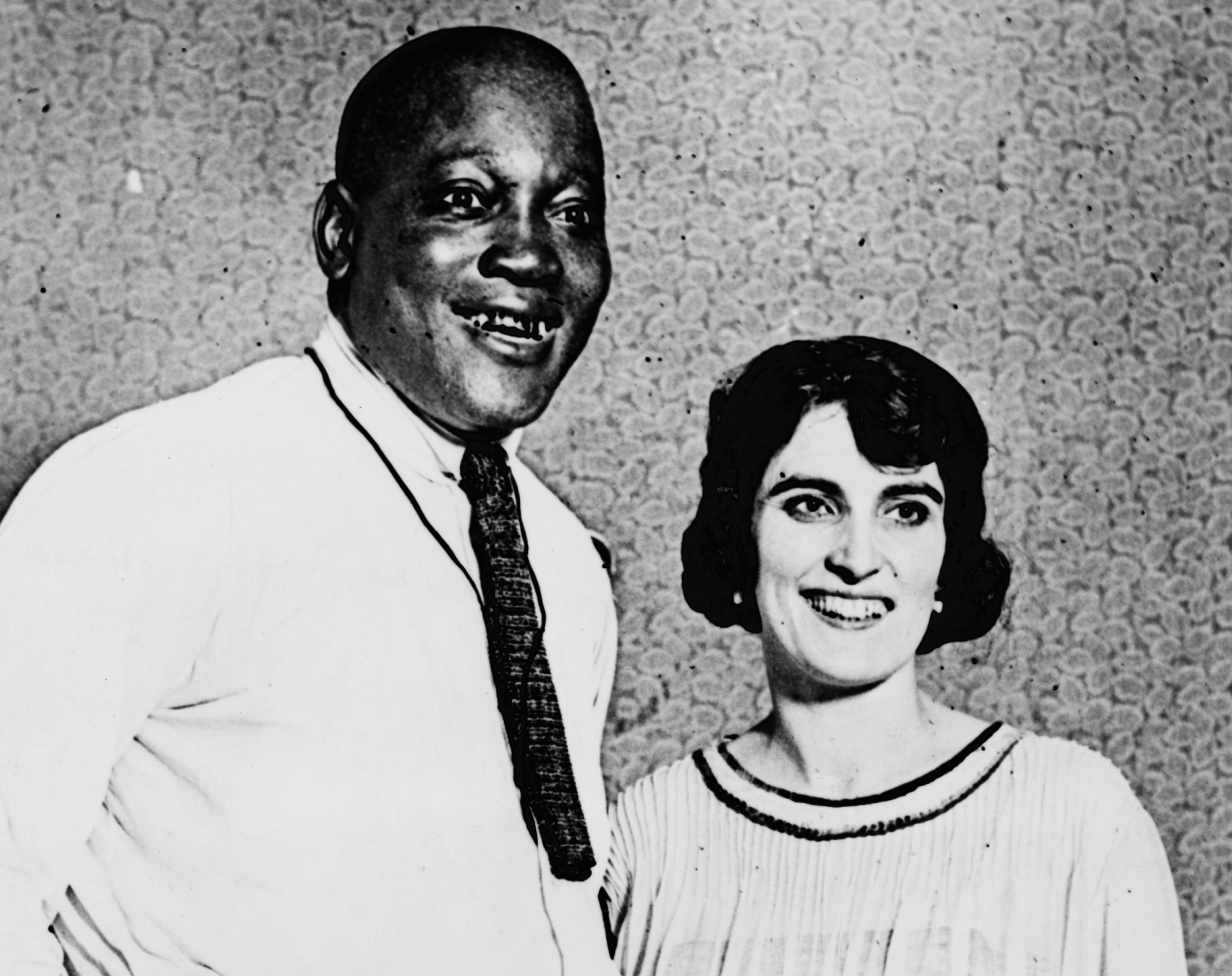
Johnson mit seiner Frau Lucille im Jahr 1921. Ihre Beziehung führte 1912 zu seiner Verhaftung.

Am 18. Oktober 1912 wurde Johnson mit der Begründung verhaftet, seine Beziehung zu Lucille Cameron verstoße gegen den Mann Act, der den „Transport von Frauen über die Staatsgrenzen zu unmoralischen Zwecken“ verbietet. Cameron sei angeblich eine Prostituierte und ihre Mutter schwor, dass ihre Tochter geisteskrank sei. Cameron, die bald seine zweite Frau werden sollte, verweigerte die Zusammenarbeit und die Anklage wurde fallen gelassen.
Weniger als einen Monat später wurde Johnson wegen ähnlicher Vorwürfe erneut verhaftet. Diesmal sagte eine andere angebliche Prostituierte, Belle Schreiber, mit der er 1909 und 1910 zusammen eine Liebschaft pflegte, gegen ihn aus. Im Gerichtssaal vom Richter Kenesaw Mountain Landis, einem ausgesprochenen Befürworter der Segregation, wurde Johnson im Juni 1913 von einer ausschließlich weißen Jury verurteilt, obwohl die Vorfälle, die zu seiner Verurteilung führten, vor der Verabschiedung des Mann Act stattfanden und somit ein Verstoß gegen das Rückwirkungsverbot vorlag. Er wurde zu einem Jahr und einem Tag Gefängnis verurteilt.
Johnson verließ das Land unter Umgehung der Kaution, traf sich am 25. Juni mit Lucille in Montreal und flüchtete schließlich nach Frankreich. Für seine Weiterreise nach Kanada gab sich Johnson als Mitglied eines schwarzen Baseballteams aus. In den nächsten sieben Jahren lebte das Paar im Exil in Europa, Südamerika und Mexiko. Johnson kehrte am 20. Juli 1920 in die Vereinigten Staaten zurück. Er stellte sich an der mexikanischen Grenze den Bundesbeamten und wurde im September 1920 zur Verbüßung seiner Strafe in das Bundesgefängnis Leavenworth eingeliefert. Am 9. Juli 1921 wurde er entlassen.

#### Begnadigung durch Donald Trump (2018)
Im Jahr 2018 begnadigte Präsident Donald Trump Johnson, nachdem wiederholte Vorschläge zur Gewährung einer Begnadigung unter früheren Verwaltungen abgelehnt worden waren. Ein Gesetzentwurf, der Präsident George W. Bush aufforderte, Johnson zu begnadigen, passierte 2008 das Repräsentantenhaus, wurde aber im Senat nicht angenommen. Im April 2009 bat Senator John McCain zusammen mit dem Abgeordneten Peter T. King und Johnsons Großnichte Linda Haywood den Präsidenten Barack Obama um eine Begnadigung Johnsons. Im Juli desselben Jahres verabschiedete auch der Kongress eine Resolution, in der Präsident Obama aufgefordert wurde, ihn zu begnadigen. Im Jahr 2016 richteten McCain, King, Senator Harry M. Reid und der Kongressabgeordnete Gregory Meeks eine weitere Petition zur Begnadigung Johnsons an Präsident Obama, anlässlich des 70. Todestages des Boxers. Diesmal beriefen sich die Petenten auf eine Bestimmung des Every Student Succeeds Act, den der Präsident im Dezember 2015 unterzeichnete und in dem der Kongress zum Ausdruck brachte, dass der Boxer posthum begnadigt werden sollte; ebenso auf ein im Juni 2016 einstimmig verabschiedetes Votum der United States Commission on Civil Rights, um „dieses jahrhundertealte Unrecht zu korrigieren.“ Mike Tyson, Harry Reid und John McCain unterstützten die Kampagne und starteten eine Change.org-Petition, in der sie Präsident Obama aufforderten, Johnson posthum für seine rassistisch motivierte Verurteilung aus dem Jahr 1913 zu begnadigen. Obama kam den Gesuchen nicht nach.
Nach verschiedenen Versuchen des ehemaligen WBC-Präsidenten Jose Sulaiman, der sich an alle Regierungen seit Ronald Reagan gewandt hatte, gab Präsident Donald Trump im April 2018 bekannt, dass er eine vollständige Begnadigung Johnsons in Erwägung zieht. Trump begnadigte Johnson am 24. Mai 2018, 105 Jahre nach seiner Verurteilung, im Rahmen einer Zeremonie, an der als besondere Gäste Mauricio Sulaiman (WBC-Präsident), Hector Sulaiman (Vorsitzender des Beirats), Sylvester Stallone (Schauspieler), Deontay Wilder (damals amtierender WBC-Champion) und Lennox Lewis (ehemaliger WBC-Champion) teilnahmen.

### Falschmeldung: Affenschlüssel
Eine hartnäckige Falschmeldung in den sozialen Medien behauptet, Johnson habe den Engländer erfunden, der als rassistische Beleidigung gegen Johnson in monkey wrench (deutsch: Affenschlüssel) umbenannt wurde. Johnson erhielt zwar ein Patent für Verbesserungen am Engländer, aber das erste Patent für diesen wurde bereits in den 1840er-Jahren erteilt.

## Tod

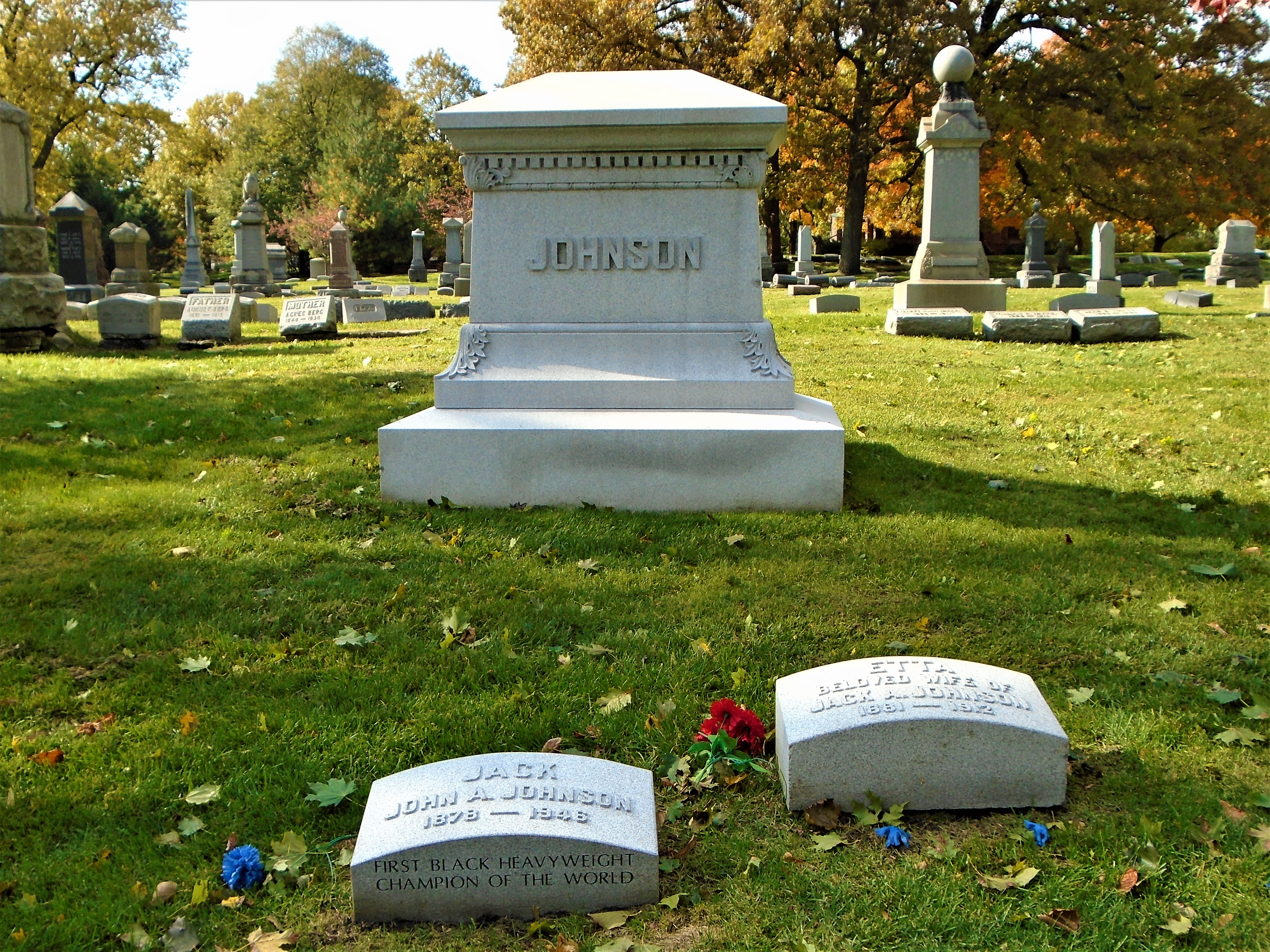
Grab von Jack Johnson und seiner ersten Ehefrau Etta Duryea.

Am 10. Juni 1946 verunglückte Johnson auf dem U.S. Highway 1 in der Nähe von Franklinton, North Carolina, nachdem er wütend ein Lokal verlassen hatte, das ihn wegen der Rassentrennung nicht bedienen wollte. Sein Freund überlebte den Zusammenstoß mit einem Telegrafenmast, aber der verletzte Johnson starb im nächstgelegenen Krankenhaus für Schwarze, dem St. Agnes Hospital, 25 Meilen entfernt in Raleigh. Er wurde 68 Jahre alt.
Johnson wurde neben seiner ersten Ehefrau, Etta Duryea Johnson, die 1912 durch Selbstmord starb, auf dem Graceland-Friedhof in Chicago beigesetzt. Sein Grab wurde zunächst nicht gekennzeichnet und erst später mit einem großen Stein versehen, auf dem nur der Name „Johnson“ stand. Nachdem Ken Burns 2005 einen Film über Johnsons Leben veröffentlicht hatte, wurde der Stein ersetzt. Auf Johnsons neuem Grabstein steht: „Jack / John A. Johnson / 1878–1946. Erster schwarzer Schwergewichts- / Weltmeister.“ Johnsons Unterschrift befindet sich auf der Rückseite des Steins.

## Nachwirken

### Bedeutung
Johnson wurde 1954 erstmals in die Boxing Hall of Fame der Zeitschrift The Ring und 1993 in die International Boxing Hall of Fame aufgenommen. Im Jahr 2005 stufte das United States National Film Preservation Board den Film des Johnson-Jeffries-Kampfes aus dem Jahr 1910 als „historisch bedeutend“ ein und nahm ihn in das National Film Registry auf.
Johnson gilt als Vorbote für den berühmtesten Boxer aller Zeiten, Muhammad Ali, der häufig davon sprach, wie sehr er von ihm beeinflusst wurde. Ali identifizierte sich mit Johnson, weil er das Gefühl hatte, dass Amerika ihn wegen seiner Opposition gegen den Vietnamkrieg und seiner Zugehörigkeit zur Nation of Islam auf die gleiche Weise ausgrenzte.
In den Schützengräben des Ersten Weltkriegs wurde Johnsons Name von den britischen Truppen verwendet, um den Einschlag der deutschen 150 mm schweren Artilleriegranaten zu beschreiben.
Im Jahr 2002 nahm der Philosoph und Autor Molefi Kete Asante Jack Johnson in seine Liste der „100 größten Afroamerikaner“ auf.
Im Jahr 2012 weihte die Stadt Galveston einen Park zu Johnsons Gedenken ein. Der Park heißt Jack Johnson Park und umfasst eine lebensgroße Bronzestatue des Boxers.

### Johnson in der Popkultur (Auswahl)

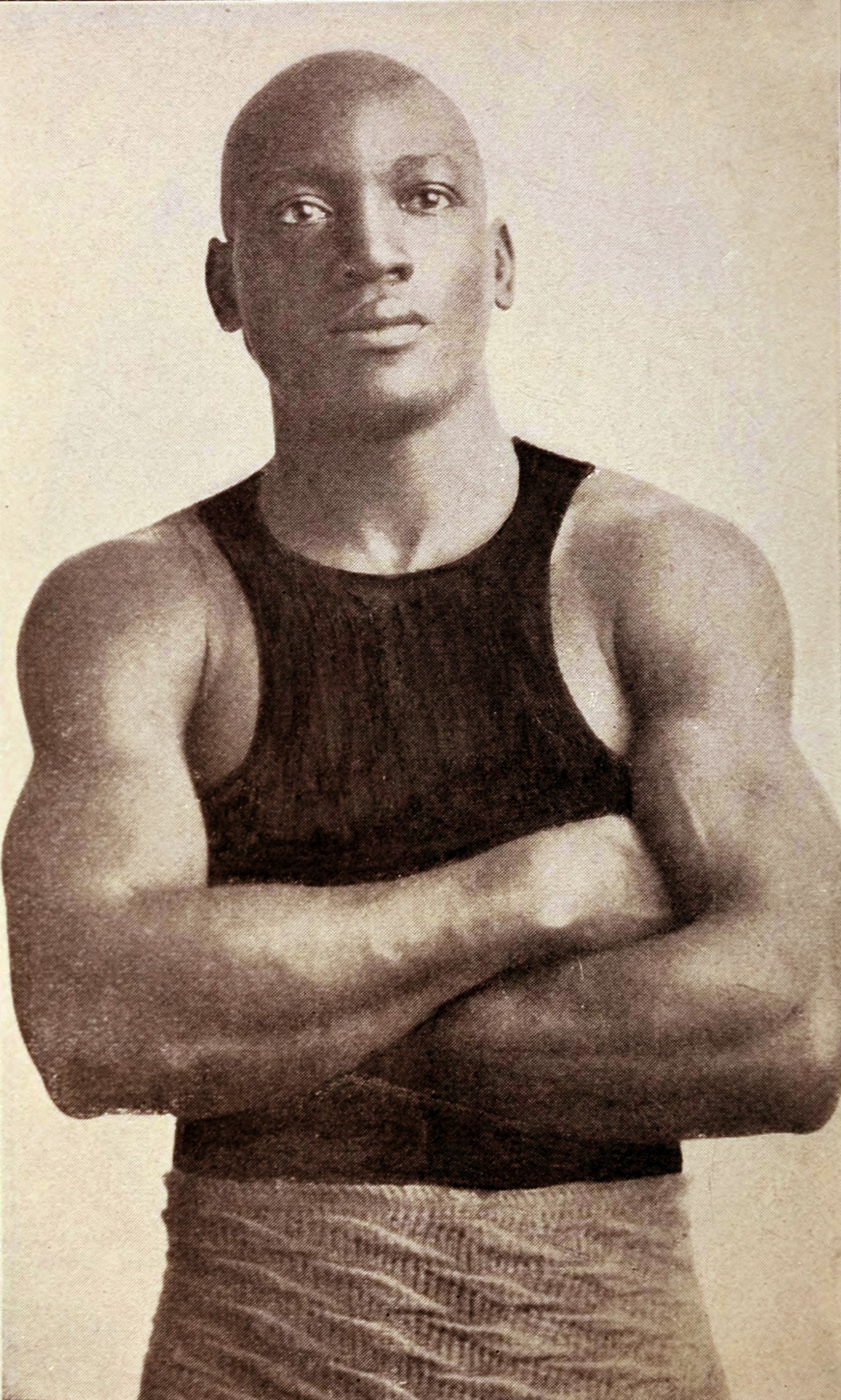
Jack Johnson, circa 1908.

Der erste gefilmte Kampf in Johnsons Karriere war sein Kampf gegen Tommy Burns, der 1908 im Dokumentarfilm The Burns-Johnson Fight festgehalten wurde.
Der Folks- und Bluessänger Lead Belly erwähnte Johnson in einem Lied über die Titanic: „Jack Johnson wanna get on board, Captain said I ain't hauling no coal. Fare thee, Titanic, fare thee well. When Jack Johnson heard that mighty shock, mighta seen the man do the Eagle rock. Fare thee, Titanic, fare thee well.“ 1969 überarbeitete der amerikanische Folksänger Jaime Brockett den Lead Belly-Song zu einem satirischen Talking Blues mit dem Titel The Legend of the S.S. Titanic. Es gibt bis heute keine Beweise dafür, dass Johnson die Überfahrt auf der Titanic aufgrund seiner Rasse verweigert wurde.
Johnsons Geschichte ist die Grundlage des Theaterstücks The Great White Hope und der Verfilmung von 1970, in der James Earl Jones als Jack und Jane Alexander als seine Geliebte die Hauptrollen spielen. Sowohl Jones als auch Alexander wurden für Oscars nominiert.
Ebenfalls 1970 kauften Jimmy Jacobs und William Cayton einen Großteil des seltenen Archivmaterials von Johnson, restaurierten es und drehten den Film Jack Johnson, in dem Brock Peters für Johnson spricht von Miles Davis die Musik komponiert. Die Musik von Davis wurde später zu dem Album A Tribute to Jack Johnson (1971).
Im Jahr 2005 produzierte der Filmemacher Ken Burns einen zweiteiligen Dokumentarfilm über Johnsons Leben, Er wollte kein Sklave sein, basierend auf dem gleichnamigen Sachbuch von Geoffrey C. Ward aus dem Jahr 2004, mit Musik von Wynton Marsalis. Das Buch wurde 2006 mit dem William Hill Sports Book of the Year ausgezeichnet.
Jack Johnsons Leben ist Thema einer dreiteiligen Serie des Podcasts History on Fire des Historikers Daniele Bolelli.
Auch mehrere Rapper haben sich mit Johnsons Vermächtnis auseinandergesetzt. So etwa in dem Album The New Danger von Mos Def, in dem Songs wie Zimzallabim und Blue Black Jack dem Boxer gewidmet sind. Im Epilog des Albums Run the Jewels 3, genannt A Report to the Shareholders / Kill Your Masters, greift Killer Mike vom Hip-Hop-Duo Run the Jewels das Bild Jacksons mit einer Zeile wieder auf: „I'm Jack Johnson, I beat a slave catcher snaggletooth.“ Darüber hinaus haben sowohl die Südstaaten-Punkrockband This Bike is a Pipe Bomb als auch der Alternative-Country-Musiker Tom Russell Johnson Songs gewidmet. Russells Stück ist sowohl eine Hommage als auch eine beißende Anklage gegen den Rassismus, dem Johnson ausgesetzt war: „here comes Jack Johnson, like he owns the town, there's a lot of white Americans like to see a man go down / like to see a black man drown.“
Jack Johnson wurde mehrmals von Raymond Saunders gemalt.
In der Kurzgeschichte The Big Blow von Joe R. Lansdale aus dem Jahr 1997 kämpft Johnson gegen einen weißen Boxer, der von den Boxfans in Galveston geholt wurde, um den afroamerikanischen Kämpfer während des Galveston Hurricane von 1900 zu besiegen. Die Geschichte wurde mit einem Bram Stoker Award ausgezeichnet und im Jahr 2000 zu einem Roman erweitert.
Johnson ist eine der Hauptfiguren in dem 2005 erschienenen Roman The Killings of Stanley Ketchel von James Carlos Blake.
The Royale, ein Theaterstück von Marco Ramirez, nutzt das Leben von Jack Johnson als Inspiration für seine Hauptfigur Jay Jackson. Es wurde im März 2016 am Vivian Beaumont Theatre unter der Regie von Rachel Chavkin uraufgeführt und war für einen Drama Desk Award nominiert.
Das Buch Crossing the Color Line: Stanley Ketchel's Challenge for Jack Johnson's Heavyweight Crown, erschien 2021 und beschreibt Johnsons Kampf mit dem Mittelgewichtschampion Stanley Ketchel.

## Liste der Profikämpfe
Die Liste der Kämpfe von Jack Johnson ist unvollständig, denn vor allem zum Anfang seiner Karriere wurden viele Kämpfe nicht notiert. So hatte er bereits 1903, als ihm offiziell nur neun Siege zugewiesen wurde, bereits über 50 Siege gegen weiße und schwarze Gegner vorzuweisen. Zusätzlich erschwert wird die Bilanz dadurch, dass es damals gängige Praxis war, Kämpfe nicht durch eine Jury, sondern durch den Konsens von Fachzeitschriften zu bewerten. Siege, Niederlagen und Unentschieden durch Fachzeitschriften werden in der Tabelle mit ZE (kurz für Zeitschriftentscheidung) vermerkt.
| Ergebnis      | Profi-Rekord |                             | Gegner                    | Typ               | Runden  | Datum      | Ort                                            |
| ------------- | ------------ | --------------------------- | ------------------------- | ----------------- | ------- | ---------- | ---------------------------------------------- |
| Sieg          | 1-0          | Vereinigte Staaten 45       | Charley Brooks            | KO                | 2 (15)  | 1897-11-1  | Galveston, Texas, Vereinigte Staaten           |
| Sieg          | 2-0          | Vereinigte Staaten 45       | Ed Johnson                | KO                | 5       | 1897-11-20 | Galveston, Texas, Vereinigte Staaten           |
| Sieg          | 3-0          | Vereinigte Staaten 45       | Cherokee ?                | KO                | 1 (6)   | 1898-07-24 | Kansas City, Kansas, Vereinigte Staaten        |
| Niederlage    | 3-1          | Vereinigte Staaten 45       | Klondike Haynes           | TKO               | 5 (6)   | 1899-05-06 | Chicago, Illinois, Vereinigte Staaten          |
| Keine Wertung | 3-1 (1)      | Vereinigte Staaten 45       | Jim McCormick             | KW                | 15      | 1900-03-21 | Galveston, Texas, Vereinigte Staaten           |
| Keine Wertung | 3-1 (2)      | Vereinigte Staaten 45       | William McNeill           | KW                | 4       | 1900-04-09 | Galveston, Texas, Vereinigte Staaten           |
| Sieg          | 4-1 (2)      | Vereinigte Staaten 45       | Jim McCormick             | Disqualifikation  | 6 (20)  | 1900-04-20 | Galveston, Texas, Vereinigte Staaten           |
| Unentschieden | 4-1-1 (2)    | Vereinigte Staaten 45       | Klondike Haynes           | Punktentscheidung | 20      | 1900-06-25 | Galveston, Texas, Vereinigte Staaten           |
| Sieg          | 5-1-1 (2)    | Vereinigte Staaten 45       | Klondike Haynes           | TKO               | 4 (20)  | 1900-12-27 | Memphis, Tennessee, Vereinigte Staaten         |
| Unentschieden | 5-1-2 (2)    | Vereinigte Staaten 45       | Jim Scanlon               | Punktentscheidung | 7 (20)  | 1901-01-14 | Galveston, Texas, Vereinigte Staaten           |
| Niederlage    | 5-2-2 (2)    | Vereinigte Staaten 45       | Joe Choynski              | KO                | 3 (20)  | 1901-02-25 | Galveston, Texas, Vereinigte Staaten           |
| Unentschieden | 5-2-3 (2)    | Vereinigte Staaten 45       | Billy Stift               | Punktentscheidung | 10      | 1901-04-26 | Denver, Colorado, Vereinigte Staaten           |
| Unentschieden | 5-2-4 (2)    | Vereinigte Staaten 45       | Pete Everett              | Punktentscheidung | 20      | 1901-08-14 | Victor, Colorado, Vereinigte Staaten           |
| Niederlage    | 5-3-4 (2)    | Vereinigte Staaten 45       | Hank Griffin              | Punktniederlage   | 20      | 1901-11-04 | Bakersfield, Kalifornien, Vereinigte Staaten   |
| Unentschieden | 5-3-5 (2)    | Vereinigte Staaten 45       | Hank Griffin              | Punktentscheidung | 15      | 1901-12-27 | Oakland, Kalifornien, Vereinigte Staaten       |
| Sieg          | 6-3-5 (2)    | Vereinigte Staaten 45       | Joe Kennedy               | KO                | 4 (15)  | 1902-03-07 | Oakland, Kalifornien, Vereinigte Staaten       |
| Sieg          | 7-3-5 (2)    | Vereinigte Staaten 45       | Jack Jeffries             | KO                | 5 (20)  | 1902-05-06 | Los Angeles, Kalifornien, Vereinigte Staaten   |
| Unentschieden | 7-3-6 (2)    | Vereinigte Staaten 45       | Hank Griffin              | Punktentscheidung | 20      | 1902-06-20 | Los Angeles, Kalifornien, Vereinigte Staaten   |
| Sieg          | 8-3-6 (2)    | Vereinigte Staaten 45       | Frank Childs              | TKO               | 12 (20) | 1902-10-21 | Los Angeles, Kalifornien, Vereinigte Staaten   |
| Sieg          | 9-3-6 (2)    | Vereinigte Staaten 45       | George Gardiner           | Punktsieg         | 20      | 1902-10-31 | San Francisco, Kalifornien, Vereinigte Staaten |
| Sieg          | 10-3-6 (2)   | Vereinigte Staaten 45       | Fred Russell              | Disqualifikation  | 8 (20)  | 1902-12-04 | Los Angeles, Kalifornien, Vereinigte Staaten   |
| Sieg          | 11-3-6 (2)   | Vereinigte Staaten 45       | Denver Ed Martin          | Punktsieg         | 20      | 1903-02-05 | Los Angeles, Kalifornien, Vereinigte Staaten   |
| Sieg          | 12-3-6 (2)   | Vereinigte Staaten 45       | Sam McVey                 | Punktsieg         | 20      | 1903-02-26 | Los Angeles, Kalifornien, Vereinigte Staaten   |
| Sieg          | 13-3-6 (2)   | Vereinigte Staaten 45       | Sandy Ferguson            | Punktsieg         | 10      | 1903-04-16 | Boston, Massachusetts, Vereinigte Staaten      |
| Sieg          | 14-3-6 (2)   | Vereinigte Staaten 45       | Joe Butler                | KO                | 3 (6)   | 1903-05-11 | Philadelphia, Pennsylvania, Vereinigte Staaten |
| Sieg          | 15-3-6 (2)   | Vereinigte Staaten 45       | Sandy Ferguson            | ZE                | 6       | 1903-07-31 | Philadelphia, Pennsylvania, Vereinigte Staaten |
| Sieg          | 16-3-6 (2)   | Vereinigte Staaten 45       | Sam McVey                 | Punktsieg         | 20      | 1903-10-27 | Los Angeles, Kalifornien, Vereinigte Staaten   |
| Sieg          | 17-3-6 (2)   | Vereinigte Staaten 45       | Sandy Ferguson            | Punktsieg         | 20      | 1903-12-11 | Colma, Kalifornien, Vereinigte Staaten         |
| Unentschieden | 17-3-6 (3)   | Vereinigte Staaten 45       | Sandy Ferguson            | KW                | 5 (6)   | 1904-02-06 | Philadelphia, Pennsylvania, Vereinigte Staaten |
| Sieg          | 18-3-6 (3)   | Vereinigte Staaten 45       | Black Bill                | ZE                | 6       | 1904-02-15 | Philadelphia, Pennsylvania, Vereinigte Staaten |
| Sieg          | 19-3-6 (3)   | Vereinigte Staaten 45       | Sam McVey                 | KO                | 20 (12) | 1904-04-22 | San Francisco, Kalifornien, Vereinigte Staaten |
| Sieg          | 20-3-6 (3)   | Vereinigte Staaten 45       | Frank Childs              | Punktsieg         | 6       | 1904-06-02 | Chicago, Illinois, Vereinigte Staaten          |
| Sieg          | 21-3-6 (3)   | Vereinigte Staaten 45       | Denver Ed Martin          | KO                | 2 (20)  | 1904-10-10 | Los Angeles, Kalifornien, Vereinigte Staaten   |
| Niederlage    | 21-4-6 (3)   | Vereinigte Staaten 45       | Marvin Hart               | Punktniederlage   | 20      | 1905-03-28 | San Francisco, Kalifornien, Vereinigte Staaten |
| Sieg          | 22-4-6 (3)   | Vereinigte Staaten 45       | Jim Jeffords              | KO                | 4 (6)   | 1905-04-25 | Philadelphia, Pennsylvania, Vereinigte Staaten |
| Sieg          | 23-4-6 (3)   | Vereinigte Staaten 45       | Black Bill                | TKO               | 4 (6)   | 1905-05-02 | Philadelphia, Pennsylvania, Vereinigte Staaten |
| Sieg          | 24-4-6 (3)   | Vereinigte Staaten 45       | Joe Jeanette              | ZE                | 3       | 1905-05-09 | Philadelphia, Pennsylvania, Vereinigte Staaten |
| Sieg          | 25-4-6 (3)   | Vereinigte Staaten 45       | Walter Johnson            | KO                | 3       | 1905-05-09 | Philadelphia, Pennsylvania, Vereinigte Staaten |
| Sieg          | 26-4-6 (3)   | Vereinigte Staaten 45       | Jack Munroe               | ZE                | 6       | 1905-06-26 | Philadelphia, Pennsylvania, Vereinigte Staaten |
| Sieg          | 27-4-6 (3)   | Vereinigte Staaten 45       | Black Bill                | ZE                | 3       | 1905-07-13 | Philadelphia, Pennsylvania, Vereinigte Staaten |
| Sieg          | 28-4-6 (3)   | Vereinigte Staaten 45       | Morris Harris             | KO                | 1 (3)   | 1905-07-13 | Philadelphia, Pennsylvania, Vereinigte Staaten |
| Sieg          | 29-4-6 (3)   | Vereinigte Staaten 45       | Sandy Ferguson            | Disqualifikation  | 7 (15)  | 1905-07-18 | Chelsea, Massachusetts, Vereinigte Staaten     |
| Sieg          | 30-4-6 (3)   | Vereinigte Staaten 45       | Joe Grim                  | ZE                | 6       | 1905-07-24 | Philadelphia, Pennsylvania, Vereinigte Staaten |
| Niederlage    | 30-5-6 (3)   | Vereinigte Staaten 45       | Joe Jeanette              | Disqualifikation  | 2 (6)   | 1905-11-25 | Philadelphia, Pennsylvania, Vereinigte Staaten |
| Sieg          | 31-5-6 (3)   | Vereinigte Staaten 45       | Young Peter Jackson       | ZE                | 12      | 1905-12-01 | Baltimore, Maryland, Vereinigte Staaten        |
| Sieg          | 32-5-6 (3)   | Vereinigte Staaten 45       | Joe Jeanette              | ZE                | 6       | 1905-12-02 | Philadelphia, Pennsylvania, Vereinigte Staaten |
| Sieg          | 33-5-6 (3)   | Vereinigte Staaten 45       | Joe Jeanette              | ZE                | 3       | 1906-01-16 | New York City, New York, Vereinigte Staaten    |
| Sieg          | 34-5-6 (3)   | Vereinigte Staaten 45       | Joe Jeanette              | Punktsieg         | 15      | 1906-03-14 | Baltimore, Maryland, Vereinigte Staaten        |
| Sieg          | 35-5-6 (3)   | Vereinigte Staaten 45       | Black Bill                | KO                | 7 (10)  | 1906-04-16 | Pittston, Pennsylvania, Vereinigte Staaten     |
| Sieg          | 36-5-6 (3)   | Vereinigte Staaten 45       | Sam Langford              | Punktsieg         | 15      | 1906-04-26 | Chelsea, Massachusetts, Vereinigte Staaten     |
| Sieg          | 37-5-6 (3)   | Vereinigte Staaten 45       | Charlie Haghey            | KO                | 2 (12)  | 1906-06-16 | Gloucester, Massachusetts, Vereinigte Staaten  |
| Unentschieden | 37-5-7 (3)   | Vereinigte Staaten 45       | Billy Dunning             | ZE                | 10      | 1906-09-03 | Millinocket, Maine, Vereinigte Staaten         |
| Sieg          | 38-5-7 (3)   | Vereinigte Staaten 45       | Joe Jeanette              | ZE                | 6       | 1906-09-20 | Philadelphia, Pennsylvania, Vereinigte Staaten |
| Sieg          | 39-5-7 (3)   | Vereinigte Staaten 45       | Jim Jeffords              | ZE                | 6       | 1906-11-08 | Lancaster, Pennsylvania, Vereinigte Staaten    |
| Unentschieden | 39-5-8 (3)   | Vereinigte Staaten 45       | Joe Jeanette              | ZE                | 10      | 1906-11-26 | Portland, Maine, Vereinigte Staaten            |
| Sieg          | 40-5-8 (3)   | Australien                  | Peter Felix               | KO                | 1 (10)  | 1907-02-19 | Sydney, New South Wales, Australien            |
| Sieg          | 41-5-8 (3)   | Australien                  | Bill Lang                 | TKO               | 9 (20)  | 1907-03-04 | Melbourne, Victoria, Vereinigte Staaten        |
| Sieg          | 42-5-8 (3)   | Vereinigtes Konigreich 1801 | Bob Fitzsimmons           | KO                | 2 (6)   | 1907-07-17 | Philadelphia, Pennsylvania, Vereinigte Staaten |
| Sieg          | 43-5-8 (3)   | Vereinigte Staaten 45       | Charles Cutler            | KO                | 1 (6)   | 1907-08-28 | Reading, Pennsylvania, Vereinigte Staaten      |
| Sieg          | 44-5-8 (3)   | Vereinigte Staaten 45       | Sailor Burke              | ZE                | 6       | 1907-09-12 | Bridgeport, Connecticut, Vereinigte Staaten    |
| Sieg          | 45-5-8 (3)   | Vereinigte Staaten 45       | Jim Flynn                 | KO                | 11 (45) | 1907-11-02 | San Francisco, Kalifornien, Vereinigte Staaten |
| Sieg          | 46-5-8 (3)   | Vereinigtes Konigreich 1801 | Ben Taylor                | TKO               | 8 (10)  | 1908-07-31 | Plymouth, Devon, England                       |
| Sieg          | 47-5-8 (3)   | Kanada 1868                 | Tommy Burns               | Punktsieg         | 14 (20) | 1908-12-26 | Sydney, New South Wales, Australien            |
| Unentschieden | 47-5-9 (3)   | Vereinigte Staaten 46       | Philadelphia Jack O’Brien | ZE                | 6       | 1909-05-19 | Philadelphia, Pennsylvania, Vereinigte Staaten |
| Unentschieden | 47-5-10 (3)  | Vereinigte Staaten 46       | Tony Ross                 | Punktentscheidung | 6       | 1909-06-30 | Pittsburgh, Pennsylvania, Vereinigte Staaten   |
| Sieg          | 48-5-10 (3)  | Vereinigte Staaten 46       | Al Kaufman                | ZE                | 10      | 1909-09-09 | San Francisco, Kalifornien, Vereinigte Staaten |
| Sieg          | 49-5-10 (3)  | Vereinigte Staaten 46       | Stanley Ketchel           | KO                | 12 (20) | 1909-10-16 | Colma, Kalifornien, Vereinigte Staaten         |
| Sieg          | 50-5-10 (3)  | Vereinigte Staaten 46       | James J. Jeffries         | TKO               | 15 (45) | 1910-07-04 | Reno, Nevada, Vereinigte Staaten               |
| Sieg          | 51-5-10 (3)  | Vereinigte Staaten 46       | Jim Flynn                 | Disqualifikation  | 9 (45)  | 1912-07-04 | Las Vegas, New Mexico, Vereinigte Staaten      |
| Unentschieden | 51-5-11 (3)  | Vereinigte Staaten 48       | Jim Johnson               | Punktentscheidung | 10      | 1913-12-19 | Paris, Île-de-France, Frankreich               |
| Sieg          | 52-5-11 (3)  | Vereinigte Staaten 48       | Frank Moran               | Punktsieg         | 20      | 1914-06-27 | Paris, Île-de-France, Frankreich               |
| Sieg          | 53-5-11 (3)  | Vereinigte Staaten 48       | Jack Murray               | KO                | 3 (10)  | 1915-01-10 | Buenos Aires, Argentinien                      |
| Niederlage    | 53-6-11 (3)  | Vereinigte Staaten 48       | Jess Willard              | KO                | 26 (45) | 1915-04-05 | Havanna, La Habana, Kuba                       |
| Sieg          | 54-6-11 (3)  | Vereinigte Staaten 48       | Frank Crozier             | TKO               | 7 (10)  | 1916-03-23 | Madrid, Provinz Madrid, Spanien                |
| Sieg          | 55-6-11 (3)  | Schweiz                     | Arthur Cravan             | KO                | 6 (20)  | 1916-04-23 | Barcelona, Provinz Barcelona, Spanien          |
| Sieg          | 56-6-11 (3)  | Vereinigte Staaten 48       | Blink McCloskey           | Aufgabe           | 6 (20)  | 1918-02-05 | Madrid, Provinz Madrid, Spanien                |
| Sieg          | 57-6-11 (3)  | Vereinigte Staaten 48       | Bill Flint                | KO                | 2 (10)  | 1919-02-12 | Madrid, Provinz Madrid, Spanien                |
| Sieg          | 58-6-11 (3)  | Vereinigte Staaten 48       | Bob Roper                 | Punktsieg         | 10      | 1919-06-22 | Mexiko-Stadt, Mexiko                           |
| Sieg          | 59-6-11 (3)  | Vereinigte Staaten 48       | Tom Cowler                | Punktsieg         | 15      | 1919-08-10 | Mexiko-Stadt, Mexiko                           |
| Sieg          | 60-6-11 (3)  | Vereinigte Staaten 48       | Marty Cutler              | KO                | 6 (25)  | 1919-09-28 | Mexiko-Stadt, Mexiko                           |
| Sieg          | 61-6-11 (3)  | Vereinigte Staaten 48       | Bob Wilson                | KO                | 3       | 1920-04-18 | Mexicali, Baja California, Mexiko              |
| Sieg          | 62-6-11 (3)  | Vereinigtes Konigreich 1801 | George Roberts            | KO                | 3       | 1920-05-17 | Tijuana, Baja California, Mexiko               |
| Sieg          | 63-6-11 (3)  | Vereinigte Staaten 48       | Farmer Lodge              | KO                | 4       | 1923-05-06 | Havanna, La Habana, Kuba                       |
| Sieg          | 64-6-11 (3)  | Vereinigte Staaten 48       | Jack Thompson             | ZE                | 12      | 1923-05-20 | Havanna, La Habana, Kuba                       |
| Sieg          | 65-6-11 (3)  | Vereinigte Staaten 48       | Homer Smith               | Punktsieg         | 10      | 1924-02-22 | Montreal, Québec, Kanada                       |
| Sieg          | 66-6-11 (3)  | Vereinigte Staaten 48       | Pat Lester                | Punktsieg         | 15      | 1926-05-02 | Nogales, Sonora, Mexiko                        |
| Niederlage    | 66-7-11 (3)  | Vereinigte Staaten 48       | Bob Lawson                | Aufgabe           | 7 (12)  | 1926-05-30 | Ciudad Juárez, Chihuahua, Mexiko               |
| Niederlage    | 66-8-11 (3)  | Vereinigte Staaten 48       | Brad Simmons              | Punktniederlage   | 10      | 1926-09-06 | Enid, Oklahoma, Vereinigte Staaten             |
| Niederlage    | 66-9-11 (3)  | Vereinigtes Konigreich 1801 | Bearcat Wright            | KO                | 5 (10)  | 1928-04-16 | Topeka, Kansas, Vereinigte Staaten             |
| Niederlage    | 66-10-11 (3) | Vereinigte Staaten 48       | Bill Hartwell             | Aufgabe           | 6 (10)  | 1928-05-15 | Kansas City, Kansas, Vereinigte Staaten        |
| Sieg          | 67-10-11 (3) | Vereinigte Staaten 48       | Rough House Wilson        | Disqualifikation  | 3 (10)  | 1928-07-19 | Indianapolis, Indiana, Vereinigte Staaten      |
| Niederlage    | 67-11-11 (3) | Vereinigte Staaten 48       | Brad Simmons              | Punktniederlage   | 10      | 1931-03-04 | Tulsa, Oklahoma, Vereinigte Staaten            |
| Sieg          | 68-11-11 (3) | Vereinigte Staaten 48       | Brad Simmons              | KO                | 2 (10)  | 1931-04-28 | Tulsa, Oklahoma, Vereinigte Staaten            |